# A Nibelung gyűrűje
A Nibelung gyűrűje (németül: Der Ring des Nibelungen) Richard Wagner német zeneszerző négy operából álló ciklusa. Emiatt gyakran Ring-ciklusnak is nevezik. A szöveget és a zenét is Wagner írta 1848 és 1874 között. A négy opera megírásakor Wagner sokféle forrásból merített. Legfőképpen germán és skandináv mítoszok és népmesék történeteit használta fel: Edda-énekek, Völsunga saga, Thidriks saga és Nibelung-ének. A teljes ciklus elsősorban a Völsunga sagára épül. A szereplőket és a történeteket Wagner meglehetősen önkényesen, saját elképzelése és fantáziája szerint alakította, az egyes forrásokból származó elemeket hol összegyúrva, hol teljesen átírva. Wagner kezdetben (1848) egyetlen opera megírásán gondolkodott, amely a Siegfrieds Tod (Siegfried halála) nevet viselte volna. Csak akkor ismerte fel, hogy a Siegfried halála önmagában életképtelen, amikor két évvel később kísérletet tett a szöveg megírására. 1851 júniusában egyrészt dramaturgiai, másrészt zenei okokból a Siegfried halálát kiegészítette a Der junge Siegfrieddel (Az ifjú Siegfried), novemberben pedig egy levelében említést tett tervéről, hogy a kettős drámát tetralógiává (előjáték+trilógia) bővítené ki. Az a dramaturgiai nehézség, amely Wagnert rákényszerítette, hogy a Siegfried-tragédiát Ring-tetralógiává bővítse ki, szorosan kapcsolódott egy zenei-kompozíciótechnikai problémához, azaz a négy mű összekapcsolásához. Ez vezetett el a vezérmotívum-technika megszületéséhez, ezáltal túllépett a hagyományos opera-zeneszerzés keretein és megalkotta azokat a rá jellemző zenedrámákat, amelyekben a zene és az epika egységes egészt alkot. A ciklus részei: A Rajna kincse (Das Rheingold), A walkür (Die Walküre), a Siegfried és az Az istenek alkonya (Götterdämmerung). Bár a négy művet külön is műsorra tűzik, Wagner eredeti elképzelése és célja az volt, hogy a néző a teljes sorozatot kísérje végig. A teljes ciklus bemutatása érdekében operaházat építtetett a bajorországi Bayreuthban.

## A mű szerkezete
A Nibelung gyűrűje négy részből áll. Mind a négy rész önálló drámai vonalvezetéssel rendelkezik, ezért külön-külön is előadhatók, habár a teljes tetralógia mondanivalójának megértéséhez a négy mű együttes előadása szükséges. Maga a zeneszerző is úgy képzelte el, hogy a művet négy egymást követő estén adják elő, ezért az egyes részek címéhez hozzátette: az Erster Abend (Első este), Zweiter Abend (Második este), Dritter Abend (Harmadik este) és Vierter Abend (Negyedik este) jelzőket. Az egyes részeket Wagner az adott mű központi cselekményéről vagy figurájáról nevezte el, így A Rajna kincse az arany elrablásáról, A walkür Brünnhildéről, a Siegfried a főhősről, míg Az istenek alkonya a Valhalla pusztulásáról szól. A tetralógia címe – A Nibelung gyűrűje – a négy mű közös vezérmotívumát jelöli: a gyűrűt.
| A Ring-ciklus drámáinak szerkezete | A Ring-ciklus drámáinak szerkezete | A Ring-ciklus drámáinak szerkezete | A Ring-ciklus drámáinak szerkezete |  |
| ---------------------------------- | ---------------------------------- | ---------------------------------- | ---------------------------------- |  |
| Cím                                | Felvonások/Jelenetek               | Időtartam                          | Összesen                           |  |
| A Rajna kincse                     | 1/4                                | 2 óra 30 perc                      | 2 óra 30 perc                      |  |
| A walkür                           | 3/11                               |                                    |                                    |  |
| I. felvonás                        | 3 jelenet                          | 1 óra 10 perc                      |                                    |  |
| II. felvonás                       | 5 jelenet                          | 1 óra 30 perc                      |                                    |  |
| III. felvonás                      | 3 jelenet                          | 1 óra 10 perc                      | 3 óra 50 perc                      |  |
| Siegfried                          | 3/9                                |                                    |                                    |  |
| I. felvonás                        | 3 jelenet                          | 1 óra 20 perc                      |                                    |  |
| II. felvonás                       | 3 jelenet                          | 1 óra 15 perc                      |                                    |  |
| III. felvonás                      | 3 jelenet                          | 1 óra 25 perc                      | 4 óra                              |  |
| Az istenek alkonya                 | 3/13                               |                                    |                                    |  |
| Előjáték                           | 2 jelenet                          | 30 perc                            |                                    |  |
| I. felvonás                        | 3 jelenet                          | 1 óra 30 perc                      |                                    |  |
| II. felvonás                       | 5 jelenet                          | 1 óra 10 perc                      |                                    |  |
| III. felvonás                      | 3 jelenet                          | 1 óra 20 perc                      | 4 óra 30 perc                      |  |
| Összesen:                          | 10/37                              | 14 óra 50 perc                     | 14 óra 50 perc                     |  |

## A mű keletkezésének története

### A szövegkönyv megszületése

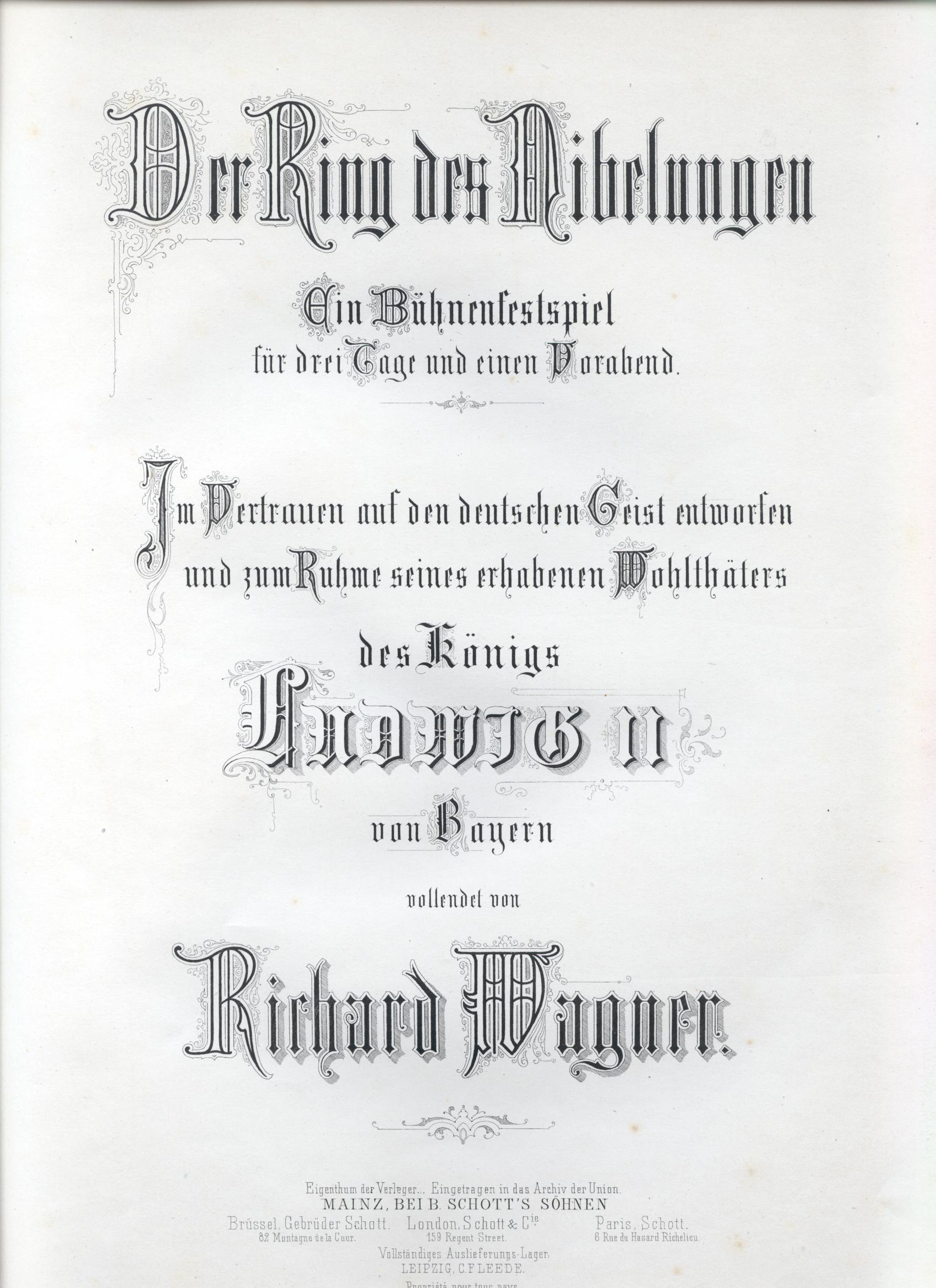
A Nibelung gyűrűje díszkiadásának borítója 1876-ból.

A Nibelung gyűrűje szövegkönyvének megírása hosszú időt emésztett fel. A négy opera librettóját Wagner 1848–1852 között írta meg, majd 1856–1872 között többször is átdolgozta őket.
Wagner életrajzi írásában, a Mein Lebenben arról írt, hogy az 1848-as francia szabadságharc kitörését követően egy Barbarossa Frigyesről szóló opera vázlatán kezdett el dolgozni. Az anyaggyűjtéskor találkozott először Szigfrid legendájával. 1848 nyarán egy tanulmányt írt Die Wibelungen: Weltgeschichte aus der Saga (A Wibelungok: Világtörténelem egy sagából) címmel, amelyben felvázolt néhány lehetséges összefüggést a Stauf-király és a legendás Nibelungok között. Ekkor döntött úgy, hogy következő operáját Szigfrid köré építi fel. Ennek koncepciója már 1848 októberében kialakult benne.
Számos kutató azonban kétségbe vonja Wagner önéletrajzi állításait, mivel úgy gondolják, hogy a zeneszerző megszépítette főműve keletkezésének körülményeit. Az események nem a Wagner-szerinti harmonikus egymásutániságban követték egymást. A fennmaradt dokumentumok, elsősorban levelezések szerint, először 1846 októberében, tizenhat hónappal az általa megjelölt idő előtt vázolt fel egy ötfelvonásos zenedrámát Barbarossa Frigyesről. Wagner már 1843-ban vagy 1844-ben megismerkedett Jacob Grimm Deutsche Mythologie (Német mitológia) című művével. Ami pedig tanulmányát, a Die Wibelungen-t illeti, leghamarabb 1848 decemberében kezdett el dolgozni rajta, és 1849. február 22-én olvasta fel a teljes művet barátjának, Eduard Devrientnek. Bármi legyen az igazság, tény, hogy 1848. április 1-jén Wagner már foglalkozott egy Szigfridről szóló opera megírásával és erről barátját, Devrient-t is tájékoztatta.
A témaválasztást valószínűleg az is elősegítette, hogy a kor német művészi életét elevenen foglalkoztatta az 1755-ben felfedezett Nibelungenlied (Nibelung-ének), amelyet nemzeti eposznak kiáltottak ki. 1844-ben Friedrich Theodor Vischer filozófus is sugallta, hogy a Nibelungenlied kitűnő alap lehet egy opera számára. 1845-ben és 1846-ban Louise Otto-Peters és Franz Brendel tollából több újságcikk is megjelent, szorgalmazva, hogy a mű alapján írjanak egy nemzeti operát. Otto-Peters továbblépett és egy szövegkönyvet is felvázolt.
Wagner már ismerte a Nibelungenliedet, ugyanis korábbi operájához, a Lohengrinhez, már inspirációs forrásként használta fel. A Ring-tetralógia szövegkönyvét Wagner maga írta. Szokásához híven az írásnak több fázisa volt, amelyek napjainkig fennmaradtak, így pontosan rekonstruálható az alkotási folyamat:
- Prosaskizze (próza skicc)– Ez egy rövid prózai skicc, a cselekmény rövid tartalmának felvázolása volt. Ebben a mindössze néhány oldalas vázlatban fektette le a drámai cselekmény főbb mozzanatait. Érdekesség, hogy Az istenek alkonya esetében nincs ilyen vázlat.[5]
- Prosaentwurf (prózaváltozat)– A skicc tovább-bővített vázlata, amely a cselekmény részleteire is kitér. Jelentős mennyiségű párbeszédet is beleszőtt. Mind a négy opera vázlata fennmaradt.
- Erstschrift des Textbuches (fogalmazati példány) – Ez a verselési vázlat volt a végső librettó első vázlata. Ebben a szakaszban a korábbi dialógusokat versbe szedte, illetve a párbeszédeket kibővítette, és ha szükségesnek érezte, újabb, a prózai vázlatban nem szereplő cselekmény-elemekkel bővítette.[3]
- Reinschrift des Textbuches (tisztázati példány) – Ez volt a végső fázisa a szövegkönyvírásnak. A végső változat javítás- és módosításmentes, azaz tiszta volt. Gyakran egyes szakaszoknak két vagy három módosított változatát is megírta. A zene komponálásakor csak nagyon keveset módosított a szövegkönyvön. A módosított végső szövegkönyvnek a Zweitschrift, Drittschrift, Viertschrift nevet adta, annak függvényében, hogy hányszor írta át.[5]

### Siegfried halála

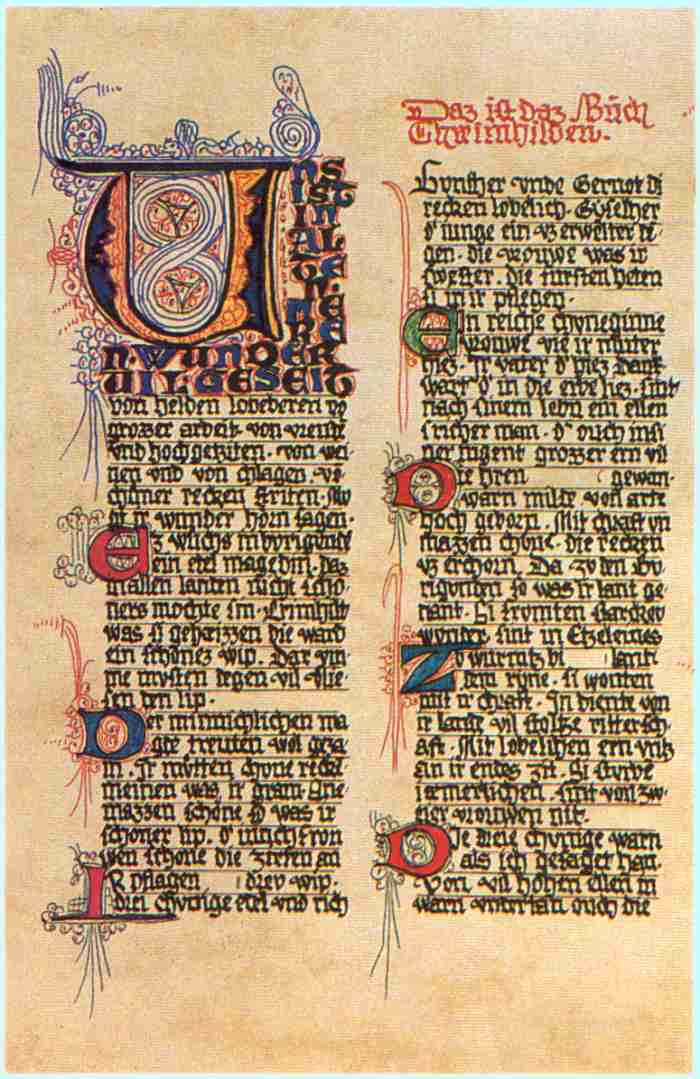
A Nibelung-ének egyik oldala

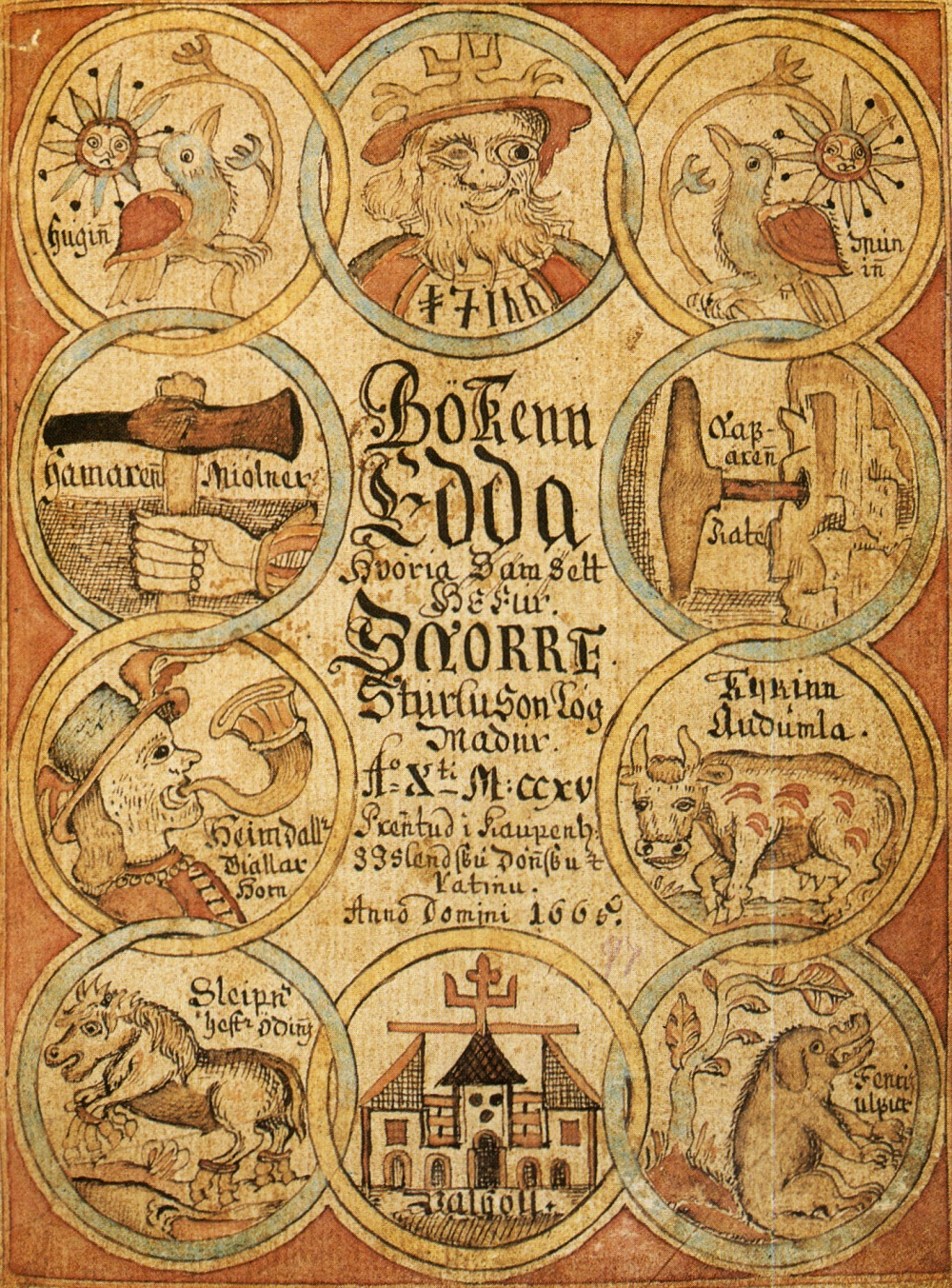
Az Edda-énekek 18. századi izlandi kéziratának fedőlapja

Az opera megírását megelőzően Wagner egy előzetes tanulmányt írt a germán és északi mitológiáról Die Nibelungen Mythus, als Entwurf zu einem Drama (A Nibelung-mítosz, mint vázlat egy drámához) címmel. Ez az 1848. október 4-én befejezett írás, tartalmazza a teljes Ring-tetralógia alapötletét, de semmi jel nem utal arra, hogy Wagner egy több operából álló ciklus megírását tervezné. Miután művét véglegesítette, átnevezte Die Sage von den Nibelungen-ra (A Nibelung-saga).
A tanulmány megírásakor Wagner számos skandináv és germán mitológiai alkotást dolgozott fel. Ezek közül a legfontosabbak a Völsunga saga, az Edda-énekek, a Nibelung-ének valamint a Thidriks saga voltak, valamint Jacob Grimm német mitológiáról szóló műve. Ezen alapműveken kívül számos filozófiai jellegű tanulmányból is merített ihletet, amelyek nyilvánvalóvá válnak a Ring-tetralógia szimbolizmusának vizsgálatakor. Wagner saját elképzelései szerint számos esetben eltért az eredeti cselekménytől és szereplőktől. A tetralógia fináléja is a Nibelung-ének befejezésének egyedülálló feldolgozása.
Wagner eredeti elképzelése az volt, hogy Szigfrid köré építi fel új operáját. A félelmet nem ismerő hős elpusztítja az arany és az erőszak által mérgezett társadalmat és megjósolja az újat, amely a szeretetre épül majd. Wagner, műve első vázlatának a Siegfrieds Tod (Siegfried halála) címet adta. Ennek vázlatát 1848. október 28-ra, majd barátja, Eduard Devrient tanácsára – aki túlságosan homályosnak tartotta a művet – felvázolt egy két jelenetből álló magyarázó jellegű prológust. A Siegfried halálának átdolgozott változatával november 12-re lett készen, majd november 28-án hozzálátott a verselés megírásához. Ekkor egy háromfelvonásos operát tervezett prológussal. A végső szövegkönyvet háromszor írta át, újabb jelenetekkel bővítve. Wagner ekkor gondolkodhatott el azon, hogy a téma túlságosan is bonyolult az operába való átültetés szempontjából. Még Németországban sem volt annyira ismert a Nibelung-ének, hogy a közönség – előzetes ismeretek nélkül – megértse az operát. Nem tudni milyen okok miatt, de a szövegkönyv befejezése után Wagner félretette a tervet és más műveivel kezdett el foglalkozni.
Ebben az időszakban Wagner aktívan politizált. Drezda számított a német liberálisok és demokraták fellegvárának. Itt adták ki Karl August Röckel anarchista lapját, a Dresdner Zeitungot, amelyben Mihail Alekszandrovics Bakunyin írásai is megjelentek. Wagner, Röckel barátsága révén ismerkedett meg Bakunyinnal és a forradalmi eszmékkel. A májusi forradalmat a szász hadsereg a poroszok segítségével rövid idő alatt vérbe fojtotta. A megtorlás után – Bakunyin és Röckel mellett – letartóztatták Wagnert is, akinek azonban sikerült elmenekülnie, és Liszt Ferenc segítségével Svájcban telepedett le. A forradalom leverése után Wagner számára meghalt a jövő hőse, Siegfried, és előtérbe került az a személy, aki Wagner szerint egyedül felelős a hanyatlásért: Wotan, az istenek ura. Wotan alakja képviseli a régi világot, amelynek összeomlása feltartóztathatatlan. Bűne, amelyet a hatalomvágy és szeretetlenség szült, valamint az a szomorú felismerés, hogy nem tudja feltartóztatni és megakadályozni a világ megsemmisülését, az eredetileg optimista drámát a pesszimizmus és a rezignáció elégiájává tette. A Siegfried halálának szövegkönyvét Zürichben vette elő ismét 1850 májusában és nekilátott egy negyedik átdolgozás megírásának, majd júliusban hozzálátott a prológus megzenésítéséhez. Ebből csak néhány vázlat maradt fenn. Ezt követően Wagner ismét leállt munkájával.
Ebben az időben kezdett foglalkozni egy trilógia megírásának gondolatával, amelynek utolsó eleme a Siegfried halála lett volna. A trilógia nem volt újkeletű Wagner számára, ugyanis 1847-ben ismerte meg Johann Gustav Droysen Aeschylus című, a görög mitológia alapján írt háromrészes művét. Wagner számára egyre vonzóbb volt az ötlet, hogy kibővítse háromrészesre az operát, mivel tudatosult benne, hogy egyetlen művön belül nem sikerül mindent elmondania, mivel a mitológiai elemek mellett egyre táguló politikai és filozófiai nézeteit is bele szándékozta dolgozni a művébe.
1850–51 telén, miközben Opera és dráma című tanulmányán dolgozott, egy vígopera megírásának ötlete is foglalkoztatta a Grimm fivérek egyik meséje alapján: Vor einem, der auszug, das Fürchten zu lernen. Egy Theodor Uhlighoz írt levelében arról számolt be, hogy új operájának főszereplőjében az ifjú Siegfried alakját vélte felismerni. Ennek hatására 1851 májusában nekikezdett a Siegfried halála ellenpólusának számító vígopera a Jung-Siegfried (Fiatal Siegfried) megírásához. Ennek címét később Der junge Siegfriedre változtatta. A prózai vázlattal június 1-jén végzett, a verseléssel pedig június 24-én. Augusztusban készen állt a végső librettó, sőt hozzá is látott a megzenésítéséhez. Néhány zenei vázlaton kívül azonban több nem valósult meg. Ezeket a későbbiekben a Siegfried-be építette be.
Az első írásos említés arról, hogy három operát vett tervbe, 1851 augusztusából származik. A fiatal Siegfried és a Siegfried halála a trilógia második és harmadik részei lettek volna. Wagner az Aeschylus mintájára egy előjátékot is tervezett. Önéletrajzi írásában mindig trilógiáról beszélt. Előadását egy háromnapos fesztivál keretén belül képzelte el, egy azt megelőző bevezető esttel.
1851 októberében Wagner felvázolta az előjáték cselekményét, azonban nem tudott megfelelő címet választani. A Der Raub: Vorspiel (A rablás: előjáték) és a Der Raub des Rheingoldes (A Rajna aranyának elrablása) után végül a Das Rheingold (Vorspiel) (A Rajna kincse (Előjáték) mellett döntött. A következő hónapokban néhány prózai tervet vázolt fel az első részre Siegmund und Sieglinde: der Walküre Bestrafung (Siegmund és Sieglinde: A valkűr megbüntetése), majd 1852 március és november között végzett a verselés megírásával is. Ekkor nevezte el az előjátékot Das Rheingold-nak (A Rajna kincse), az első részt pedig Die Walküre-nak (A walkür). Érdekes tény, hogy noha A Rajna kincse szöveges vázlata lett kész elsőnek, mégis A walkür verselését fejezte be elsőként.
A Rajna kincse prózai terve három, római számokkal jelölt paragrafusból állt, eszerint eredetileg háromfelvonásosnak képzelte el. Erről később Theodor Uhlignak is beszámolt. 1852-ben azonban egyfelvonásossá alakította, négy jelenettel.
Wagner 1852-ben döntötte el, hogy operáinak a A Nibelung gyűrűje összefoglaló nevet adja. Korábban felmerült névváltozatok voltak a Das Gold des Nibelungen (A Nibelung aranya) és a Der Reif des Nibelungen (A Nibelung kincse). A cím megválasztásáról egy október 14-én, Theodor Uhlignak címzett levelében írt. Novemberben és decemberben átalakította a Fiatal Siegfried és a Siegfried halála librettóit, kibővítve Wotan szerepét, Ludwig Feuerbach filozófiájának fényében. December 15-re befejezte A Rajna kincse, A walkür, a Fiatal Siegfried és a Siegfried halála utolsó simításait, műveit a következő év februárjában magánúton nyomtatásba adta. Ezekről ötven másolat készült, és Wagner a barátai között osztotta szét őket. Február 16–19. között a zürichi Hôtel Baur au Lac-ban felolvasásokat tartott a műből barátainak és ismerőseinek. E változatok még nem az utolsók voltak, hiszen zeneszerzés közben is változtatott rajtuk. Ezen változtatások közül azonban sok nem jelent meg az újranyomtatásban, 1863-ban.
Valószínűleg csak 1856-ban döntött Wagner úgy, hogy a harmadik operát átnevezi Siegfriednek, az utolsót pedig Az istenek alkonyának (Götterdämmerung). A művek először 1863-ban jelentek meg nyomtatásban a ma ismert címek alatt.
| A szövegkönyv megírásának mérföldkövei                            | A szövegkönyv megírásának mérföldkövei    | A szövegkönyv megírásának mérföldkövei | A szövegkönyv megírásának mérföldkövei |
| ----------------------------------------------------------------- | ----------------------------------------- | -------------------------------------- | -------------------------------------- |
| Cím                                                               | Vázlat                                    | Fogalmazati példány                    | Tisztázati példány                     |
| Der Nibelungen Mythus als Entwurf zu einem Drama 1848. október 4. |                                           |                                        |                                        |
| A Rajna kincse                                                    | 1851. november 3–10.                      | 1852. március 23–31.                   | 1852. szeptember 15. – november 3.     |
| A walkür                                                          | 1851. november                            | 1852. május 17–26.                     | 1852. június 1. – július 1.            |
| Siegfried                                                         | 1851. május 3–10.                         | 1851. május 24. – június 1.            | 1851. június 3–24.                     |
| Az istenek alkonya                                                | 1848. október 20. … 1848. november 11–28. |                                        | 1848. november 18–28.                  |

### A zene megkomponálása

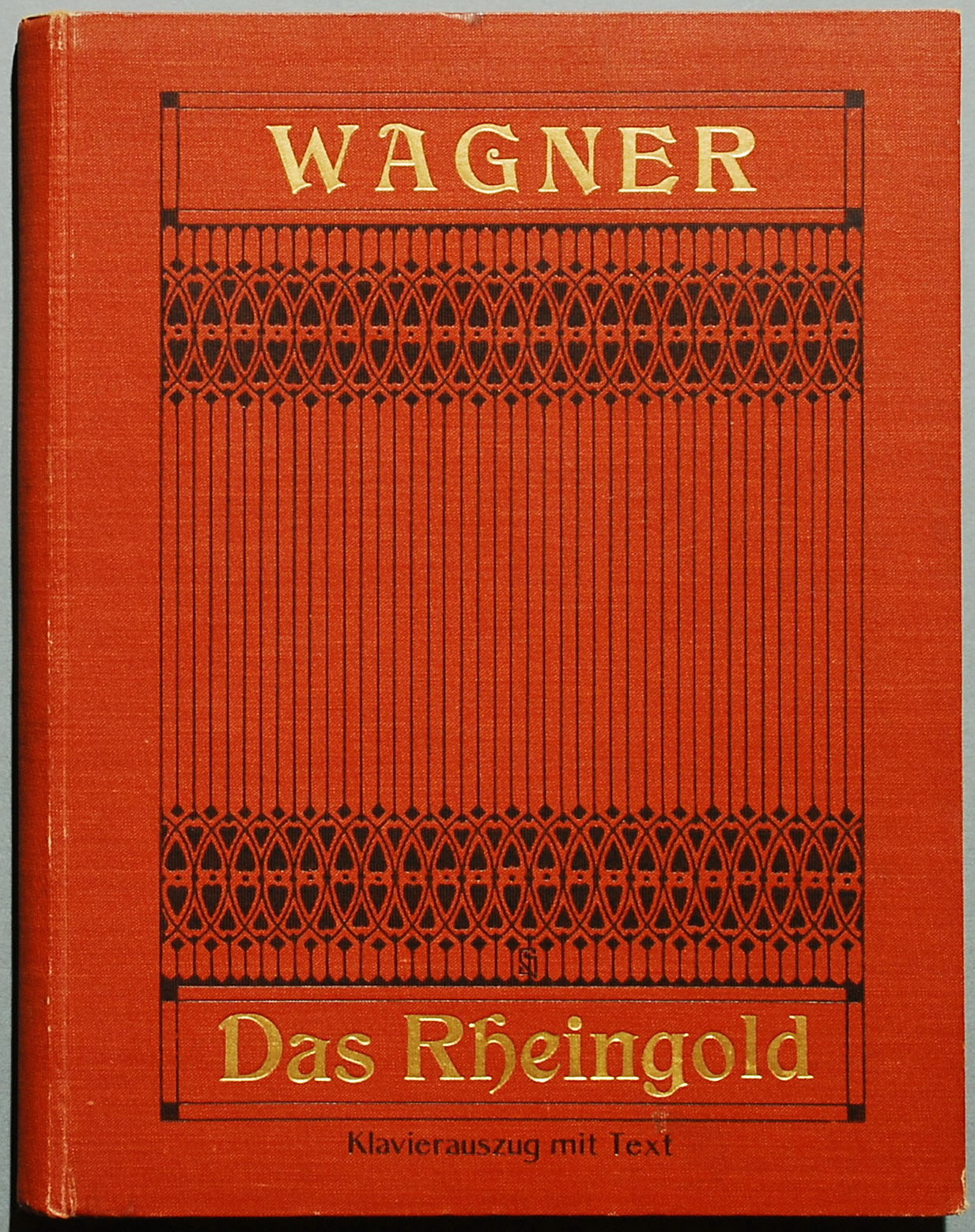
A Rajna kincse zongorakivonatának borítója (1900 körüli kiadás)

Akárcsak a szövegkönyv, a partitúra megírása is több változaton ment keresztül, amíg elnyerte a végleges formáját. Wagner szokása volt, hogy nem dolgozott folyamatosan egy művön, hanem ötleteinek függvényében váltakozva írta őket. Ennek tudható be, hogy szinte lehetetlen pontosan megállapítani, hogy egyes témák, vezérmotívumok, hangszerelések mikor keletkeztek. A végső változat befejezése előtt a partitúra több jelentős munkafázison ment keresztül:
- Einzelskizzen (vázlatok/jegyzetek) – Akárcsak szövegkönyvei esetében, Wagner a zene struktúrájának rövid vázlatával indított, papírra vetette a zene alapját képező ötleteit. Ezek nem voltak egységesek, általában egyes szereplők, helyzetek zenei vázlatai voltak. E vázlatok többsége fennmaradt, így lekövethető az egyes zenei részek kialakulása a kezdetektől az utolsó hangjegyig.
- Gesamtentwurf (tervezet) – Ez volt az első teljesnek mondható vázlat. Ezeket általában felvonásokra bontva írta meg, egy vagy két hangszerre.
- Orchesterskizze (hangszerelési vázlat) – Ebben a változatban vázolta fel a hangszerelés alapjait, dolgozta ki annak részleteit.
- Partiturerstschrift (partitúravázlat)– Ez volt a kész partitúra, amelyben a zenészek és énekesek feladatai konkrétan meg voltak határozva.
- Reinschrift der Partitur (tisztázati partitúra) – A partitúra végső vázlatát mindig javításmentesen írta meg, ez az előbbi változat kisebb módosításait is tartalmazta.[9]

Wagner nagyjából négy év alatt írta meg a Ring-tetralógia szövegkönyvét, a zene megkomponálásához azonban majdnem negyed évszázadra volt szüksége. A Siegfried halála előjátékának zenéjét 1850 nyarán kezdte el komponálni, még mielőtt kialakult volna benne a tetralógia megírásának ötlete. A komponálással azonban a második jelenet elején elakadt. A következő esztendőben ismét megpróbálkozott vele, és ekkor kezdett körvonalazódni a tetralógia ötlete, ekkor vetette papírra a Fiatal Siegfried első zenei vázlatait is. Ezeket csak később, 1856-ban szedte elő ismét, amikor nekiállt a Siegfried megkomponálásának.
Az 1850-es évek elejéről kevés vázlat maradt fenn, ezek közül az 1851. július 23-án komponált Walkürenritt a legnevezetesebb, amely A walkür közkedvelt motívuma lett. A walkür zenéjének további vázlatai 1852 szeptemberében és novemberében készültek el. Csak zürichi tartózkodása idején, 1853. november 1-jén kezdett el komolyan foglalkozni a már körvonalazódott tetralógia zenéjének megkomponálásával, öt és fél évvel azután, hogy utolsó operáját, a Lohengrint megírta.
A Rajna kincse komponálásával 1853. november 1. és 1854. május 28. között foglalkozott. Az első teljes vázlattal 1854. január 14-én lett kész, majd februárban nekilátott ennek feldolgozásához. A hangszerelést 1854. május 28-án fejezte be. A tisztázati partitúra elkészítését hátráltatta, mivel időközben, június 28-án, hozzálátott A walkür megzenésítéséhez is. A tisztázati partitúra elkészítésére ugyan alkalmazott egy másolót, de elégedetlen volt a munkájával, így végül saját maga fejezte azt be szeptember 25-én. Az anyagot Friedrich Wölfelnek küldte el nyomtatásra Drezdába, november 11-én. Saját példányát 1865. augusztus 25-én II. Lajos bajor királynak ajándékozta születésnapja alkalmából. Ez a példány a király családjának levéltárában maradt, később ezt 1939. április 20-án a német iparkamara megvásárolta és Hitlernek ajándékozta. Ez a másolat, együtt A tündérek, A szerelmi tilalom, a Rienzi és A walkür partitúrájával 1945 májusában, Hitler berlini bunkerében megsemmisült.
A walkür első vázlatát 1851. július 23-án írta meg, majd csak 1852 nyarán szedte elő ismét az operát. A vázlatok feldolgozásához 1854. június 28-án kezdett. A tervezet december 27-re lett készen, és A Rajna kincsével összehasonlítva ez sokkal részletesebb volt. A partitúra megírásához 1855 januárjában kezdett és március 23-án fejezte be. A végső, tisztázati változatot 1855. július 15. és 1856. március 23. között írta meg.
A Fiatal Siegfried 1851 nyarán keletkezett vázlatait figyelmen kívül hagyva, a Siegfried kompozícióját 1856 szeptemberében kezdte el Zürichben. A munkával gyorsan haladt, szeptember 22-én kész volt az első vázlat. A partitúra megírásához október 11-én kezdett hozzá, ám december 19-én hozzálátott a Trisztán és Izolda komponálásához is, ami jelentősen hátráltatta a munkát. Az első felvonással 1857 januárjában lett készen. Ennek végső, tisztázati változatába is belekezdett, de a munka abbamaradt. A második felvonással május 22-én kezdett el foglalkozni és augusztus 9-re lett kész. A komponálást júniusban félretette, szintén a Trisztán és Izolda miatt. Júliusban látott ismét munkához, és rövid idő alatt, augusztus 9-re készen állt a második felvonás vázlata is. A következő hét évben teljesen mellőzte a Ring komponálását, a Trisztán és Izoldával valamint A nürnbergi mesterdalnokokkal foglalkozott.
1865 decemberében látott ismét hozzá a Siegfried megzenésítéséhez, miután távoznia kellett Münchenből. 1869-ben kezdett neki a munkának, február 23-án készen volt az első és második felvonások végleges változatával. Március 1-jén látott hozzá a harmadik felvonáshoz, amelynek tisztázati partitúráját 1871. február 2-án fejezte be.
A tetralógia utolsó részének, Az istenek alkonyának a megzenésítését 1869. október 2-án kezdte, amikor még a Siegfried harmadik felvonásán dolgozott. Ennek megkomponálása sokkal kevesebb időt vett igénybe, mivel Wagnerben már körvonalazódtak a mű zenei motívumai, és tisztában volt azokkal a lehetőségekkel, amelyeket az általa alkalmazott nagy zenekar nyújtott. A prológus és az első felvonás vázlatait 1870 nyarán fejezte be, a második felvonásét 1871 nyarán és őszén. 1872 januárjában fogott hozzá a harmadik felvonáshoz, ami április 10-re lett készen. Ebben az évben a Wagner-család elhagyta Tribschent és visszatért Bajorországba, Bayreuthba, hogy felügyeljék a Ring-ciklus bemutatására szánt operaház építését. 1873. május 3-án kezdett neki a tisztázati partitúra megírásának, amelyet 1874. november 21-én fejezett be.
| A zene komponálásának mérföldkövei | A zene komponálásának mérföldkövei | A zene komponálásának mérföldkövei |
| ---------------------------------- | --- | --- |
| Cím                                | Tervezet | Tisztázati példány |
| A Rajna kincse                     | 1853. november 1. – 1857. január 14. | 1854. február 1. – 1854. május 28. |
| A walkür                           | Első felvonás: 1854. június 28. – 1854. szeptember 1. Második felvonás: 1854. szeptember 4. – 1854. november 18. Harmadik felvonás: 1854. november 20. – 1854. december 27. | 1855. január – 1856. március 23. |
| Siegfried                          | Első felvonás: 1856. szeptember 20. – 1857. január 20. Második felvonás: 1857. május 22. – 1857. augusztus Harmadik felvonás: 1869. március 1. – 1869. augusztus 4.         | Első felvonás: 1856. október 11. – 1857. március 31. Második felvonás: 1864. december 22. – 1869. február 23. Harmadik felvonás: 1869. augusztus 25. – 1871. február 2. |
| Az istenek alkonya                 | Előjáték/Első felvonás: 1869. október 2. – 1870. június 5. Második felvonás: 1871. június 24. – 1871. október 25. Harmadik felvonás: 1872. január 4. – 1872. április 10.    | 1873. május 3 – 1874. november 21. |

## Szereplők

### Természetfeletti lények
- Az istenek:

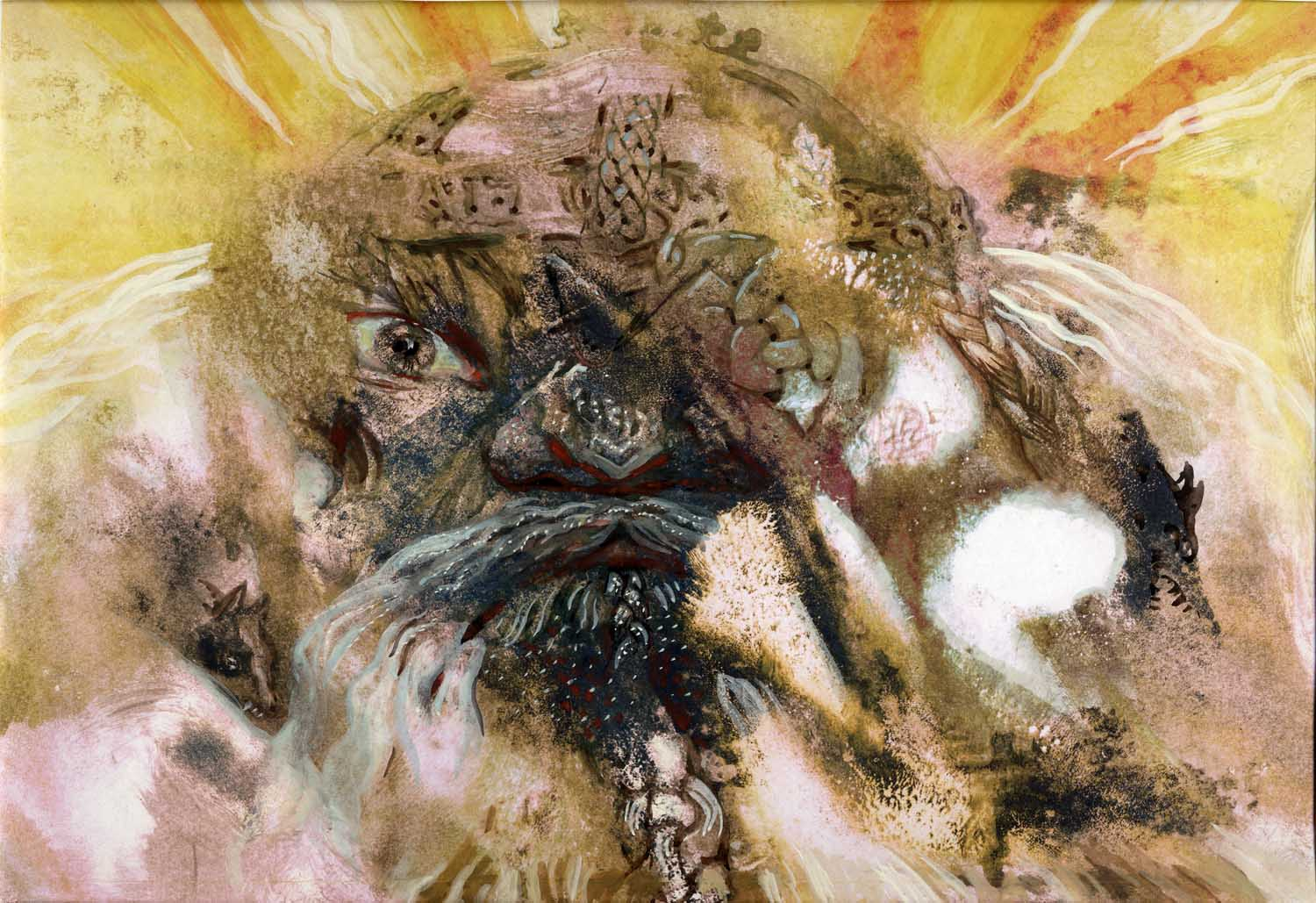
M. Presnyakov. Odin. 2008.

  - Wotan (basszbariton) – Az istenek ura, a fény, a levegő és a szél istene. A germán mitológiában Odinként ismert, félelmet keltő, démoni alak, ármányos és ravasz. Pártfogolja a harcosokat, a harci avatási és áldozati szertartásokat, s háborús viszályokat kelt, így hadistennek tekinthető. A valkűrök segítségével a Valhallában gyűjti össze a bátor harcosok lelkét, hogy az utolsó, végső összecsapáskor megfelelő serege legyen. Mindent megtesz a világ feletti hatalomért, ösztönzője a szerelmi boldogság mérhetetlen élvezete. Gyakran ereszkedik le álruhában udvarolni asszonyoknak.[10]
  - Fricka (mezzoszoprán) – Wotan felesége, a házasság istennője, a családi boldogság oltalmazója. A germán mitológia Frigg néven ismeri. Gyakran szembeszáll férjével annak hűtlensége miatt, de ő az, aki arra biztatja Wotant, hogy lopja el Alberich aranyát, váltságdíjul Freiáért.[10]
  - Freia (szoprán) – Fricka húga, a termékenység és a szerelem istennője, a germán mitológiában Freya néven ismert. Freia őrzi és gondozza az aranyalmákat, így amikor az óriásoké lesz, cserébe Valhalláért az almák rothadni kezdenek, az istenek pedig öregedni.[11]
  - Donner (bariton) – Fricka testvére, a mennydörgés, a vihar és a vegetáció istene, akinek fő feladata az emberek védelme az óriások ellen. A germán mitológiában Thor néven ismert.[11]
  - Froh (tenor) – Fricka testvére, a tavasz, az eső és napfény fölött uralkodik. A Valhallába vezető szivárvány-híd őrzője. A germán mitológiában Freyr néven ismert.[11]
  - Erda (alt) – A Földanya, a bölcsesség istene. Wotan és Erda gyermekei a valkűrök. A születésük után Erda a föld mélyére húzódott vissza, ahonnan csak akkor jön elő, amikor megjövendöli az istenek pusztulását, ha Wotan nem juttatja vissza az ellopott aranyat Alberichnek. A germán mitológiában Jörd néven ismert.[11]
  - Loge (tenor) – Wotan fogadott testvére, a vészt hozó és mindennek végét okozó tűznek istene, egyáltalában a vész démona, az istenek és emberek minden bajának okozója. Ármánykodó és ravasz, Wotan tanácsadója, de nincs elkötelezve sem az isteneknek sem a halandóknak. Az ő tüze veszi körbe az alvó Brünnhildét és az ő tüze pusztítja el Valhallát. A germán mitológiában Loki néven ismert.[10][11]
- A nornák (alt, mezzoszoprán, szoprán) – Erda lányai, a sors fonalának szövői. A germán mitológiában a három nőtestvér közül Urdhr a múlt istennője, Verdhandi a jelené, Skuld a jövőé.[10]

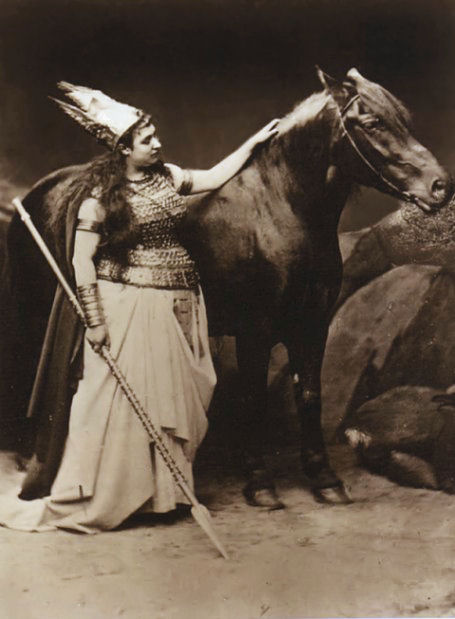
Amalia Materna az ősbemutató Brünnhildéje

- A valkűrök – A skandináv mitológiában úgynevezett diszek (dísir), kisebb jelentőségű istenségek, Wotan szolgálói. A feladatuk az volt, hogy kiválasszák a csatában elesettek közül a leghősiesebbeket, és a Valhallába vigyék őket, hogy einherjarok legyenek belőlük. Az einherjarokra Wotannak volt szüksége, hogy az oldalán küzdjenek a világvégén (Ragnarök) elkövetkező, előre megjósolt csatában. A valkűrök szárnyas lovakon száguldó gyönyörű védelmező szüzek, sisakban, lándzsákkal felfegyverkezve. Wagner művében a valkűrök Wotan lányai.
  - Brünnhilde (szoprán) – Wotan kedvenc gyermeke és akaratának megvalósítója. Ellenszegül azonban apjának, megmentve Siegmund életét ezért örök álom a büntetése egy tűzzel körülvett sziklán. Csak egy tisztaszívű ifjú szabadíthatja ki. Amikor Siegfried kiszabadítja, Brünnhilde feladja isteni mivoltát és halandóként segíti a hőst. Amikor azonban Hagen és Gunther elcsábítják Siegfriedet a varázsitallal és összeházasítják Gutrunéval, Brünnhilde felindulásában elárulja Hagennek Siegfried gyenge pontját, ezzel halálát okozva. Emiatt öngyilkos lesz, beleveti magát Siegfried máglyájának tüzébe.[11]
  - Waltraute (mezzoszoprán)
  - Helmwige (szoprán)
  - Gerhilde (szoprán)
  - Siegrune (mezzoszoprán)
  - Schwertleite (alt)
  - Ortlinde (szoprán)
  - Grimgerde (alt)
  - Rossweisse (mezzoszoprán)
- A Rajna sellői ártalmatlan, provokatív szépségű, természeti lények, Erda földanya leányai, a Rajna kincsének őrzői:
  - Woglinde (szoprán)
  - Wellgunde (mezzoszoprán)
  - Flosshilde (alt)
- Az óriások segítenek az isteneknek felépíteni új otthonukat, a Valhallát, ám amikor Wotan megtagadja kifizetésüket, elrabolják Freiát, akiért cserébe aztán megkapják a Rajna kincsét.
  - Fasolt (basszbariton)
  - Fafner (basszus) – Fasolt testvére. Amikor Wotan átadja nekik Alberich aranyát, a kapzsiságtól megvakulva meggyilkolja testvérét, Fasoltot. Sárkánnyá változva egy barlangban húzódik meg (Neidhöhle) kincse felett őrködve. A skandináv mitológiában Fafnir néven ismert.[11]
- A nibelungok: a germán mitológiában óriások (trollok), Wagner szemléletében Nibelheim törpe lakói:
  - Alberich (bariton) – Ármánykodó törpe, Mime testvére, Hagen apja. Ellopja a sellőktől a Rajna aranyát, amelyből egy gyűrűt kovácsol magának, amelynek erejével Nibelheim felett uralkodik és arra kényszeríti a nibelungukat, hogy óriási mennyiségű aranyat bányásszanak neki. Ugyancsak az aranyból kovácsolja a láthatatlanná tevő sisakot (Tarnhelm). Amikor ellopják aranyát, megátkozza a gyűrűt és mindvégig annak visszaszerzésén törekedik.[11]
  - Mime (tenor) – Alberich testvére, Siegfried mostohaapja. Ármánykodó törpe, aki azért vállalja Siegfried nevelését, mert reméli, hogy az ifjú összekovácsolja majd számára a varázskardot, Nothungot, amellyel aztán legyilkolhatja Fafnert, a sárkányt és megszerezheti annak kincsét. Siegfried öli meg, amikor az ifjú rádöbben a törpe valódi szándékaira. A germán mitológiában erdei kovács (Mimir).[11]

### Halandók

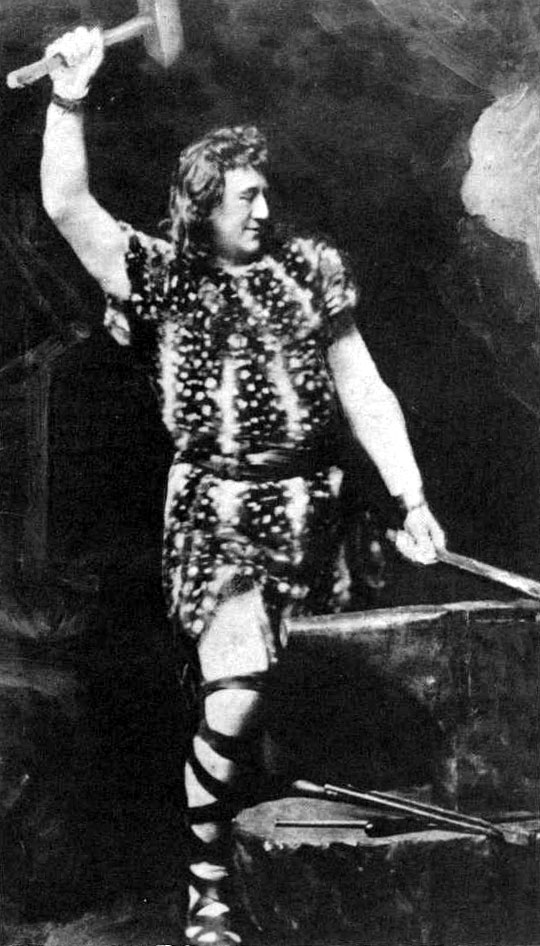
Heinrich Gudehus Siegfried szerepében.

- A Völsungok Wotan (Wälse álnéven) és egy földi asszony gyermekei:
  - Siegmund (tenor) – Sieglinde ikertestvére. Az apja által mesélt varázskardot keresi (Nothungot). Bolyongásai során Hunding házában találkozik testvérével, és mit sem sejtve rokoni kapcsolatukról, egymásba szeretnek. Ugyanitt talál rá a fába ágyazott kardra is, amit kihúz. Ő adja neki a Nothung nevet. Testvérével együtt elmenekül, de Hunding rátalál és bosszúból, amiért rokonait megölte, végez vele. A dulakodás során a Nothung darabokra törik. A darabokat Brünnhilde szedi össze, aki Wotan utasítása ellenére megpróbál Siegmund segítségére lenni. A germán mitológiában Siegmund a németalföldi Santen királya.[10][11]
  - Sieglinde (szoprán) – Siegmund ikertestvére, Hunding házában él. Brünnhilde segíti menekülni Hunding elől, Siegmund gyermekével valamint a Nothung darabjaival. Siegfried megszületése után meghal. A germán mitológiában Santen királynője.[10][11]
  - Siegfried (tenor) – Siegmund és Sieglinde fia, a germán mitológia szerint mielőtt anyja meghalt volna, üvegedényben a közeli patak vizére helyezte. Mime, a kovács találta meg és nevelte fel.[10]
- A Gibichungok a Rajna-parti királyság urának, Gibich királynak a leszármazottjai.
  - Gunther(bariton) – A gibichungok királya, Gibich király és Griemhilde fia. Gunther saját jó híre foglalkoztatja ezért Brünnhildét szeretné megnyerni magának feleségül. Mivel Hagentől megtudja, hogy ez lehetetlen, egy varázsital segítségével elkábítja Siegfriedet, aki tudatán kívül, Gutrunéért cserébe, megszerzi neki az asszonyt. Siegfried halála után megpróbálja megszerezni a gyűrűt, de Hagen végez vele.[11]
  - Gutrune (szoprán) – Gunther húga. Férjül veszi Siegfriedet, hogy segítsen bátyjának megszerezni Brünnhildét.[11]
- Hagen (basszus) – Féltestvérük, Alberich és Griemhilde fia. Alberich parancsára azon ügyködik, hogy megszerezze a gyűrűt, ezért elbolondítja Gunthert, hogy szerezze meg magának Brünnhildét. A dühös Brünnhildétől megtudja Siegfried halhatatlanságának titkát, végez vele. Meggyilkolja Gunthert is, majd amikor megpróbálja megszerezni a gyűrűt, a Rajna sellői a mélybe rántják.[11]
- Hunding (basszus) – Sieglinde férje. Miután Siegmund megölte rokonait, végez vele, ezzel magára haragítja Wotant, aki lándzsájával leszúrja.[11]
- Erdei madárka hangja (szoprán) – A Fafner barlangja előtt találkozik vele Siegfried. Miután a hős ivott a sárkány véréből, megérti a madárka hangját, amely felfedi előtte Mime titkát és elvezeti Brünnhilde sziklájához.[11]

### A szereplők fellépése
| A szereplők fellépése a színrelépés sorrendjében | A szereplők fellépése a színrelépés sorrendjében | A szereplők fellépése a színrelépés sorrendjében | A szereplők fellépése a színrelépés sorrendjében | A szereplők fellépése a színrelépés sorrendjében | A szereplők fellépése a színrelépés sorrendjében | A szereplők fellépése a színrelépés sorrendjében | A szereplők fellépése a színrelépés sorrendjében | A szereplők fellépése a színrelépés sorrendjében | A szereplők fellépése a színrelépés sorrendjében | A szereplők fellépése a színrelépés sorrendjében | A szereplők fellépése a színrelépés sorrendjében | A szereplők fellépése a színrelépés sorrendjében | A szereplők fellépése a színrelépés sorrendjében | A szereplők fellépése a színrelépés sorrendjében | A szereplők fellépése a színrelépés sorrendjében | A szereplők fellépése a színrelépés sorrendjében | A szereplők fellépése a színrelépés sorrendjében | A szereplők fellépése a színrelépés sorrendjében | A szereplők fellépése a színrelépés sorrendjében | A szereplők fellépése a színrelépés sorrendjében | A szereplők fellépése a színrelépés sorrendjében | A szereplők fellépése a színrelépés sorrendjében | A szereplők fellépése a színrelépés sorrendjében | A szereplők fellépése a színrelépés sorrendjében | A szereplők fellépése a színrelépés sorrendjében | A szereplők fellépése a színrelépés sorrendjében | A szereplők fellépése a színrelépés sorrendjében | A szereplők fellépése a színrelépés sorrendjében | A szereplők fellépése a színrelépés sorrendjében | A szereplők fellépése a színrelépés sorrendjében | A szereplők fellépése a színrelépés sorrendjében | A szereplők fellépése a színrelépés sorrendjében | A szereplők fellépése a színrelépés sorrendjében | A szereplők fellépése a színrelépés sorrendjében | A szereplők fellépése a színrelépés sorrendjében | A szereplők fellépése a színrelépés sorrendjében |
| ------------------------------------------------ | ------------------------------------------------ | ------------------------------------------------ | ------------------------------------------------ | ------------------------------------------------ | ------------------------------------------------ | ------------------------------------------------ | ------------------------------------------------ | ------------------------------------------------ | ------------------------------------------------ | ------------------------------------------------ | ------------------------------------------------ | ------------------------------------------------ | ------------------------------------------------ | ------------------------------------------------ | ------------------------------------------------ | ------------------------------------------------ | ------------------------------------------------ | ------------------------------------------------ | ------------------------------------------------ | ------------------------------------------------ | ------------------------------------------------ | ------------------------------------------------ | ------------------------------------------------ | ------------------------------------------------ | ------------------------------------------------ | ------------------------------------------------ | ------------------------------------------------ | ------------------------------------------------ | ------------------------------------------------ | ------------------------------------------------ | ------------------------------------------------ | ------------------------------------------------ | ------------------------------------------------ | ------------------------------------------------ | ------------------------------------------------ | ------------------------------------------------ |
| Dramatis personae                                | A Rajna kincse                                   | A Rajna kincse                                   | A Rajna kincse                                   | A Rajna kincse                                   | A walkür                                         | A walkür                                         | A walkür                                         | A walkür                                         | A walkür                                         | A walkür                                         | A walkür                                         | A walkür                                         | A walkür                                         | A walkür                                         | A walkür                                         | Siegfried                                        | Siegfried                                        | Siegfried                                        | Siegfried                                        | Siegfried                                        | Siegfried                                        | Siegfried                                        | Siegfried                                        | Siegfried                                        | Az istenek alkonya                               | Az istenek alkonya                               | Az istenek alkonya                               | Az istenek alkonya                               | Az istenek alkonya                               | Az istenek alkonya                               | Az istenek alkonya                               | Az istenek alkonya                               | Az istenek alkonya                               | Az istenek alkonya                               | Az istenek alkonya                               | Az istenek alkonya                               |
| Dramatis personae                                | A Rajna kincse                                   | A Rajna kincse                                   | A Rajna kincse                                   | A Rajna kincse                                   | Első felvonás                                    | Első felvonás                                    | Első felvonás                                    | Második felvonás                                 | Második felvonás                                 | Második felvonás                                 | Második felvonás                                 | Második felvonás                                 | Harmadik felvonás                                | Harmadik felvonás                                | Harmadik felvonás                                | Első felvonás                                    | Első felvonás                                    | Első felvonás                                    | Második felvonás                                 | Második felvonás                                 | Második felvonás                                 | Harmadik felvonás                                | Harmadik felvonás                                | Harmadik felvonás                                | Előjáték                                         | Első felvonás                                    | Első felvonás                                    | Első felvonás                                    | Második felvonás                                 | Második felvonás                                 | Második felvonás                                 | Második felvonás                                 | Második felvonás                                 | Harmadik felvonás                                | Harmadik felvonás                                | Harmadik felvonás                                |
| Dramatis personae                                | 1.                                               | 2.                                               | 3.                                               | 4.                                               | 1.                                               | 2.                                               | 3.                                               | 1.                                               | 2.                                               | 3.                                               | 4.                                               | 5.                                               | 1.                                               | 2.                                               | 3.                                               | 1.                                               | 2.                                               | 3.                                               | 1.                                               | 2.                                               | 3.                                               | 1.                                               | 2.                                               | 3.                                               | 1.                                               | 1.                                               | 2.                                               | 3.                                               | 1.                                               | 2.                                               | 3.                                               | 4.                                               | 5.                                               | 1.                                               | 2.                                               | 3.                                               |
| A Rajna sellői                                   | X                                                |                                                  | X                                                |                                                  |                                                  |                                                  |                                                  |                                                  |                                                  |                                                  |                                                  |                                                  |                                                  |                                                  |                                                  |                                                  |                                                  |                                                  |                                                  |                                                  |                                                  |                                                  |                                                  |                                                  |                                                  |                                                  |                                                  |                                                  |                                                  |                                                  |                                                  |                                                  |                                                  | X                                                |                                                  | X                                                |
| Alberich                                         | X                                                |                                                  | X                                                | X                                                |                                                  |                                                  |                                                  |                                                  |                                                  |                                                  |                                                  |                                                  |                                                  |                                                  |                                                  |                                                  |                                                  |                                                  | X                                                |                                                  | X                                                |                                                  |                                                  |                                                  |                                                  |                                                  |                                                  |                                                  | X                                                |                                                  |                                                  |                                                  |                                                  |                                                  |                                                  |                                                  |
| Fricka                                           |                                                  | X                                                |                                                  | X                                                |                                                  |                                                  |                                                  | X                                                |                                                  |                                                  |                                                  |                                                  |                                                  |                                                  |                                                  |                                                  |                                                  |                                                  |                                                  |                                                  |                                                  |                                                  |                                                  |                                                  |                                                  |                                                  |                                                  |                                                  |                                                  |                                                  |                                                  |                                                  |                                                  |                                                  |                                                  |                                                  |
| Wotan                                            |                                                  | X                                                | X                                                | X                                                |                                                  |                                                  |                                                  | X                                                | X                                                |                                                  |                                                  | X                                                |                                                  | X                                                | X                                                |                                                  | X                                                |                                                  | X                                                |                                                  |                                                  | X                                                | X                                                |                                                  |                                                  |                                                  |                                                  |                                                  |                                                  |                                                  |                                                  |                                                  |                                                  |                                                  |                                                  |                                                  |
| Freia                                            |                                                  | X                                                |                                                  | X                                                |                                                  |                                                  |                                                  |                                                  |                                                  |                                                  |                                                  |                                                  |                                                  |                                                  |                                                  |                                                  |                                                  |                                                  |                                                  |                                                  |                                                  |                                                  |                                                  |                                                  |                                                  |                                                  |                                                  |                                                  |                                                  |                                                  |                                                  |                                                  |                                                  |                                                  |                                                  |                                                  |
| Fasolt                                           |                                                  | X                                                |                                                  | X                                                |                                                  |                                                  |                                                  |                                                  |                                                  |                                                  |                                                  |                                                  |                                                  |                                                  |                                                  |                                                  |                                                  |                                                  |                                                  |                                                  |                                                  |                                                  |                                                  |                                                  |                                                  |                                                  |                                                  |                                                  |                                                  |                                                  |                                                  |                                                  |                                                  |                                                  |                                                  |                                                  |
| Fafner                                           |                                                  | X                                                |                                                  | X                                                |                                                  |                                                  |                                                  |                                                  |                                                  |                                                  |                                                  |                                                  |                                                  |                                                  |                                                  |                                                  |                                                  |                                                  | X                                                | X                                                |                                                  |                                                  |                                                  |                                                  |                                                  |                                                  |                                                  |                                                  |                                                  |                                                  |                                                  |                                                  |                                                  |                                                  |                                                  |                                                  |
| Froh                                             |                                                  | X                                                |                                                  | X                                                |                                                  |                                                  |                                                  |                                                  |                                                  |                                                  |                                                  |                                                  |                                                  |                                                  |                                                  |                                                  |                                                  |                                                  |                                                  |                                                  |                                                  |                                                  |                                                  |                                                  |                                                  |                                                  |                                                  |                                                  |                                                  |                                                  |                                                  |                                                  |                                                  |                                                  |                                                  |                                                  |
| Donner                                           |                                                  | X                                                |                                                  | X                                                |                                                  |                                                  |                                                  |                                                  |                                                  |                                                  |                                                  |                                                  |                                                  |                                                  |                                                  |                                                  |                                                  |                                                  |                                                  |                                                  |                                                  |                                                  |                                                  |                                                  |                                                  |                                                  |                                                  |                                                  |                                                  |                                                  |                                                  |                                                  |                                                  |                                                  |                                                  |                                                  |
| Loge                                             |                                                  | X                                                | X                                                | X                                                |                                                  |                                                  |                                                  |                                                  |                                                  |                                                  |                                                  |                                                  |                                                  |                                                  |                                                  |                                                  |                                                  |                                                  |                                                  |                                                  |                                                  |                                                  |                                                  |                                                  |                                                  |                                                  |                                                  |                                                  |                                                  |                                                  |                                                  |                                                  |                                                  |                                                  |                                                  |                                                  |
| Mime                                             |                                                  |                                                  |                                                  | X                                                |                                                  |                                                  |                                                  |                                                  |                                                  |                                                  |                                                  |                                                  |                                                  |                                                  |                                                  | X                                                | X                                                | X                                                |                                                  | X                                                | X                                                |                                                  |                                                  |                                                  |                                                  |                                                  |                                                  |                                                  |                                                  |                                                  |                                                  |                                                  |                                                  |                                                  |                                                  |                                                  |
| Erda                                             |                                                  |                                                  |                                                  | X                                                |                                                  |                                                  |                                                  |                                                  |                                                  |                                                  |                                                  |                                                  |                                                  |                                                  |                                                  |                                                  |                                                  |                                                  |                                                  |                                                  |                                                  | X                                                |                                                  |                                                  |                                                  |                                                  |                                                  |                                                  |                                                  |                                                  |                                                  |                                                  |                                                  |                                                  |                                                  |                                                  |
| Siegmund                                         |                                                  |                                                  |                                                  |                                                  | X                                                | X                                                | X                                                |                                                  |                                                  | X                                                | X                                                | X                                                |                                                  |                                                  |                                                  |                                                  |                                                  |                                                  |                                                  |                                                  |                                                  |                                                  |                                                  |                                                  |                                                  |                                                  |                                                  |                                                  |                                                  |                                                  |                                                  |                                                  |                                                  |                                                  |                                                  |                                                  |
| Sieglinde                                        |                                                  |                                                  |                                                  |                                                  | X                                                | X                                                | X                                                |                                                  |                                                  | X                                                |                                                  | X                                                | X                                                |                                                  |                                                  |                                                  |                                                  |                                                  |                                                  |                                                  |                                                  |                                                  |                                                  |                                                  |                                                  |                                                  |                                                  |                                                  |                                                  |                                                  |                                                  |                                                  |                                                  |                                                  |                                                  |                                                  |
| Hunding                                          |                                                  |                                                  |                                                  |                                                  |                                                  | X                                                |                                                  |                                                  |                                                  |                                                  |                                                  | X                                                |                                                  |                                                  |                                                  |                                                  |                                                  |                                                  |                                                  |                                                  |                                                  |                                                  |                                                  |                                                  |                                                  |                                                  |                                                  |                                                  |                                                  |                                                  |                                                  |                                                  |                                                  |                                                  |                                                  |                                                  |
| Brünnhilde                                       |                                                  |                                                  |                                                  |                                                  |                                                  |                                                  |                                                  | X                                                | X                                                |                                                  | X                                                | X                                                | X                                                | X                                                | X                                                |                                                  |                                                  |                                                  |                                                  |                                                  |                                                  |                                                  |                                                  | X                                                | X                                                |                                                  |                                                  | X                                                |                                                  |                                                  |                                                  | X                                                | X                                                |                                                  |                                                  | X                                                |
| A valkűrök                                       |                                                  |                                                  |                                                  |                                                  |                                                  |                                                  |                                                  |                                                  |                                                  |                                                  |                                                  |                                                  | X                                                | X                                                |                                                  |                                                  |                                                  |                                                  |                                                  |                                                  |                                                  |                                                  |                                                  |                                                  |                                                  |                                                  |                                                  |                                                  |                                                  |                                                  |                                                  |                                                  |                                                  |                                                  |                                                  |                                                  |
| Waltraute                                        |                                                  |                                                  |                                                  |                                                  |                                                  |                                                  |                                                  |                                                  |                                                  |                                                  |                                                  |                                                  | X                                                | X                                                |                                                  |                                                  |                                                  |                                                  |                                                  |                                                  |                                                  |                                                  |                                                  |                                                  |                                                  |                                                  |                                                  | X                                                |                                                  |                                                  |                                                  |                                                  |                                                  |                                                  |                                                  |                                                  |
| Siegfried                                        |                                                  |                                                  |                                                  |                                                  |                                                  |                                                  |                                                  |                                                  |                                                  |                                                  |                                                  |                                                  |                                                  |                                                  |                                                  | X                                                |                                                  | X                                                |                                                  | X                                                | X                                                |                                                  | X                                                | X                                                | X                                                |                                                  | X                                                | X                                                |                                                  | X                                                |                                                  | X                                                |                                                  | X                                                | X                                                |                                                  |
| Erdei madárka                                    |                                                  |                                                  |                                                  |                                                  |                                                  |                                                  |                                                  |                                                  |                                                  |                                                  |                                                  |                                                  |                                                  |                                                  |                                                  |                                                  |                                                  |                                                  |                                                  | X                                                | X                                                |                                                  |                                                  |                                                  |                                                  |                                                  |                                                  |                                                  |                                                  |                                                  |                                                  |                                                  |                                                  |                                                  |                                                  |                                                  |
| Nornák                                           |                                                  |                                                  |                                                  |                                                  |                                                  |                                                  |                                                  |                                                  |                                                  |                                                  |                                                  |                                                  |                                                  |                                                  |                                                  |                                                  |                                                  |                                                  |                                                  |                                                  |                                                  |                                                  |                                                  |                                                  | X                                                |                                                  |                                                  |                                                  |                                                  |                                                  |                                                  |                                                  |                                                  |                                                  |                                                  |                                                  |
| Gunther                                          |                                                  |                                                  |                                                  |                                                  |                                                  |                                                  |                                                  |                                                  |                                                  |                                                  |                                                  |                                                  |                                                  |                                                  |                                                  |                                                  |                                                  |                                                  |                                                  |                                                  |                                                  |                                                  |                                                  |                                                  |                                                  | X                                                | X                                                |                                                  |                                                  |                                                  |                                                  | X                                                | X                                                |                                                  | X                                                | X                                                |
| Hagen                                            |                                                  |                                                  |                                                  |                                                  |                                                  |                                                  |                                                  |                                                  |                                                  |                                                  |                                                  |                                                  |                                                  |                                                  |                                                  |                                                  |                                                  |                                                  |                                                  |                                                  |                                                  |                                                  |                                                  |                                                  |                                                  | X                                                | X                                                |                                                  | X                                                | X                                                | X                                                | X                                                | X                                                |                                                  | X                                                | X                                                |
| Gutrune                                          |                                                  |                                                  |                                                  |                                                  |                                                  |                                                  |                                                  |                                                  |                                                  |                                                  |                                                  |                                                  |                                                  |                                                  |                                                  |                                                  |                                                  |                                                  |                                                  |                                                  |                                                  |                                                  |                                                  |                                                  |                                                  | X                                                | X                                                |                                                  |                                                  | X                                                |                                                  | X                                                |                                                  |                                                  |                                                  | X                                                |

## A történet

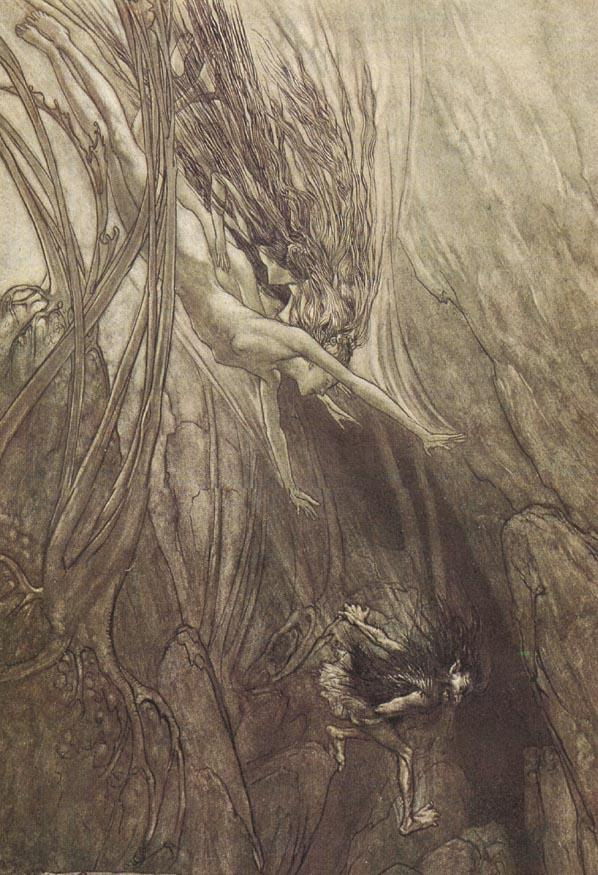
Alberich elrabolja az aranyat (fantáziarajz)

- Előtörténet: Egy mitológiai őserdő közepén áll a világkőris (a germán mitológiában Yggdrasil), koronáját felhők fedik, gyökerei pedig egészen az alvilágig nyúlnak. Tövénél egy forrás fakad, az örök bölcsesség forrása. A föld mélyében alszik Erda, a földanya, a világ legbölcsebb asszonya, aki kapcsolatban áll lányaival, a nornákkal, akik a sors fonalát szövik. A fáról aláereszkedik Wotan, a főisten. Iszik a forrás vizéből, és így hatalmas tudásra és hatalomra tesz szert. Letöri a világkőris egyik ágát és egy dárdát farag belőle, amely az új világrend szimbóluma lesz, hiszen rúnákat vés bele, a saját törvényeit, amelyekkel uralni akarja a világot. Az ág letörésével megsérül a világkőris, levelei hullani kezdenek, a forrás kiapad. A nornák az istenek végét vizionálják. Wotan megszerzi magának feleségül Frickát, a házasság istennőjét és szövetséget köt Logével, a vándorló félistennel, a tűz urával. Az istenek körébe tartoznak továbbá Freia, Donner és Froh. Fricka tehetetlenül szemléli, hogy férje a halandó nőket kívánja. Megpróbálja, hogy egy új vár építésével új otthont teremtsen magának és férjének. Wotan beleegyezik az új vár építésébe, de nem otthonként tekint rá, hanem az istenek új otthonaként és egyben az új világrend egyik szimbólumaként. Meggyőzi az óriásokat, Fasoltot és Fafnert, hogy építsék fel a várat, cserébe felajánlja nekik Freia kezét. Fricka és Freia csak későn értesülnek a szörnyű szerződésről.[12]
- A Rajna kincse: A Rajna mélyén három sellő azt a kincset őrzi, amely birtokosának hatalmat ad az egész világ felett. Alberich, a Nibelung, elragadja tőlük az aranyat, és föld alatti birodalmába viszi. Wotan palotája elkészült, de a főisten vonakodik az óriásoknak odaadni kialkudott bérüket, a szép Freiát. A ravasz Loge felhívja az óriások figyelmét a Rajna kincsére, és azok a kincs fejében hajlandóak lemondani Freiáról. Wotan és Loge leszállnak Nibelheimbe, hogy megszerezzék a kincset. Alberich gyűrűt készíttetett aranyból, és annak segítségével rabszolgamunkára kényszeríti a nibelungok népét. Loge cselével úrrá lesznek Alberichen, megkötözik és a felszínre hurcolják. Szabadon bocsátása fejében megszerzik tőle a kincset. Alberich megátkozza a gyűrűt és jövendő birtokosait. Wotan maga is megkívánja a gyűrűt, de Erdának, a föld istennőjének figyelmeztetése nyomán azt is az óriásoknak adja. Alberich átka mindjárt hat, a két óriás összevész az aranyon, és Fafner megöli Fasoltot. Az istenek ezután bevonulnak új palotájukba, a Walhallába.[12]
- Köztes történet: Wotant gondolatba ejti Erda megjelenése és figyelmeztetése, ezért úgy dönt, hogy alászáll a mélybe a földanyához, akitől megtudja, hogy szörnyű végzet várja. Wotan ellenáll és azonnal cselekszik, szerelmi varázslattal sújtja Erdát, aki kilenc leánygyermeket szül neki, a valkűröket. Az ő feladatuk, hogy a csatában elesett hősöket a Walhallába vigyék. Wotan ezáltal próbál maga köré hadsereget kovácsolni, hogy ellenálljon Alberich támadásának. Wotan aggódik, hogy a gyűrű visszakerül a törpéhez. A varázsgyűrűt Fafner őrzi, aki időközben félelmetes sárkánnyá változott és egy barlang mélyén lakik. Egyetlen megoldás létezik: egy halandó fellázad ellene, összetöri a hatalmát szimbolizáló dárdáját és ezáltal megtöri a törvényes kötelezettségeket. Egy földi asszony egy ikerpárt szül neki: Sieglindét és Siegmundot. Wotan megjósolja Siegmundnak, akiből hőst próbál nevelni, hogy majd rá fog találni egy varázskardra, a Nothungra. Egy alkalommal, miután visszatértek a vadászatból, Wotan (a földieknek Wälse) és Siegmund felégetve találják házukat. Siegmund anyja halott, Sieglindét elrabolták. Siegmund az erdőben marad, ott nevelkedik fel, ott válik hőssé. Sieglinde időközben Hunding felesége lesz, aki azok közül való, akik felgyújtották a szülői házat. Nászéjszakáján meglátogatja Wotan, vándornak álcázva. Kardját belevágja a ház közepén álló kőris tövébe és megjövendöli, hogy csak azé lehet a fegyver, akinek sikerül kihúznia a fából. Egy újabb támadás után Siegmund és apja útjai különválnak. Wotan tudja, mire számíthat fiától, akit az utóbbi esztendőkben az istenek ellen uszítva nevelt. Siegmund az emberek világában él és megveti az isteneket. Siegmundnak a túlerő elől menekülnie kell.[12]
- A walkür: Hunding erdei kunyhójában egy üldözött férfi keres menedéket. A ház asszonya szívesen fogadja. Hazaérkezik Hunding is. Kiderül, hogy az idegen családja a házigazdáénak halálos ellensége, ezért Hunding a jövevényt másnapra párviadalra hívja ki. A háziasszony és az idegen fokozatosan ráébrednek arra, hogy ösztönös rokonszenvük nem véletlen: testvérek ők: Siegmund és Sieglinde. Siegmund képes arra, amire senki más: kihúzza a ház közepén álló fából a Nothungot, azt a kardot, amelyet apjuk, Wälse, azaz Wotan hagyott rá. Siegmund megszökteti Sieglindét. A testvérek szerelme felháborítja Fricka istennőt, felszólítja férjét, a főistent, Wotant, hogy a párviadalban Hundingot segítse. Wotan – annak ellenére, hogy a testvérek az ő gyermekei – végül meghátrál és ráparancsol lányára, Brünnhildére, a valkűrre, hogy a harcban ne Hundingot, hanem Siegmundot veszejtse el. Amikor azonban a valkűr megismeri a szerelmeseket, ellenszegül a parancsnak, és Wotannak magának kell beavatkoznia a harc kimenetelébe. Siegmund meghal, de elpusztul Hunding is. Brünnhilde a széttört Nothung darabjait Sieglindére bízza, hogy majd születendő fiáé legyen. A főisten szigorúan megbünteti engedetlen lányát: kitaszítja a valkűrök közül, egy lángoktól körülvett sziklára viszi és álmot bocsát rá mindaddig, amíg majd egy bátor halandó férfi fel nem ébreszti.[12]
- Köztes történet: Sieglinde az erdőben bolyongva rátalál Mime barlangjára. Mime, a törpe, Alberich testvére. Sieglinde megkéri, hogy születendő fiát Siegfriednek nevezze el, és cserébe jóságáért átadja a Nothung darabjait. Sieglinde rögtön szülés után meghal. Mime felneveli a fiút azzal a gondolattal, hogy hőst nevel belőle, aki segít majd megszerezni a Fafner által őrzött varázsgyűrűt. A felcseperedő Siegfried nem szereti mostohaapját, nem hallgat rá, inkább az erdőben csatangol.[12]
- Siegfried: Annak érdekében, hogy legyőzze Fafnert, Siegfriednek újra kell kovácsolnia a Nothungot. Mime barlangjában egy vándor jelenik meg, Wotan isten, aki elmondja, hogy a kardot csak maga Siegfried tudja összekovácsolni. Így is történik. A hős elmegy Fafner, az óriás barlangjához, aki sárkány képében őrzi a kincset, véres harcban megöli és elveszi tőle a gyűrűt. A sárkány vére Siegfried ajkára fröccsen és csodát tesz vele, ettől fogva érti a madarak beszédét. Az erdei madárkától tudja meg, hogy Mime meg akarja mérgezni. Siegfried agyonsújtja kardjával nevelőjét. A madár vezeti el Brünnhildéhez is, aki évtizedek óta alszik a lángok övezte sziklán. Wotan útját akarja állni, de Siegfried kettétöri az isten dárdáját, áthatol a tűzön és csókjával felébreszti Brünnhildét. A valkűr megajándékozza szerelmével megmentőjét.[12]
- Az istenek alkonya: Siegfried új hősi kalandokra indul, Brünnhilde ottmarad a lángok övezte sziklán. Siegfried a gibichungok földjére érkezik. Az uralkodót, Gunthert, féltestvére, Hagen meggyőzi: egyedül Brünnhilde volna méltó arra, hogy a felesége legyen. Őt azonban csak Siegfried tudja elhozni a szikláról. Hagen, aki Alberich fia és arra törekszik, hogy visszaszerezze a gyűrűt, feledést hozó italt kínál a hősnek. Siegfried nyomban beleszeret Gutrunéba, Gunther húgába, és varázssisakjának segítségével, Gunter képében elhozza a gibichungok földjére Brünnhildét. A valkűr elszörnyedve látja meg Siegfriedet Gutrune oldalán. Az emlékezetét vesztett hős esküszik, hogy soha nem volt köze Brünnhildéhez. Az asszony féltékenységében Hagennal szövetkezik, elárulja neki, hogy Siegfried hol sebezhető. Egy vadászaton Hagen olyan italt ad Siegfriednek, amelytől visszatér az emlékezete. Amikor pedig a hős Brünnhilde iránti szerelméről kezd mesélni, Hagen mint esküszegőt leszúrja. Brünnhilde elégeti Siegfried holttestét, és maga is a tűzbe ugrik. A lángok belekapnak az istenek várába, a Walhallába, és azt is elpusztítják.[12]

## A mű filozófiai háttere

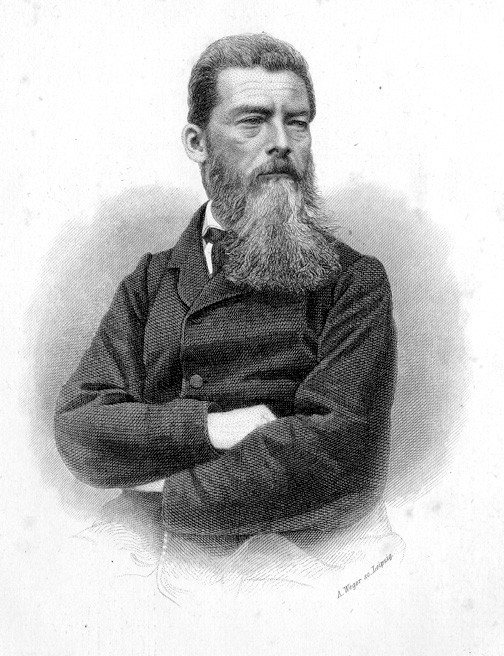
Ludwig Feuerbach

Wagner művészetére két filozófus volt nagy hatással, ezek közül is a legjelentősebb Friedrich Nietzsche, akivel személyesen is ismerték egymást. Nietzschével későn, életének utolsó felében ismerkedett meg, és a fiatal filozófusnak még nem értek meg gondolatai, így kevéssé befolyásolta a Ring létrejöttét. A másik filozófus, akinek gondolatvilága jelentősen befolyásolta Wagner világképét Ludwig Feuerbach volt. Amint azt Wagner életrajzi művében is megemlíti, Hegel filozófiájának tanulmányozását kezdte el, és annak ellenére, hogy azt lenyűgözőnek találta, úgy vélte, nehezen megfogható. Ekkor ajánlották neki Feuerbachot, aki műveiben a vallást bírálta és visszautasította a személyes halhatatlanságot. Átvette Feuerbach egyik alaptézisét, miszerint a vallások alaptételei mitikusak, az emberi természet, az emberi élet és emberi lehetőségek kusza magyarázatai. Minden lény önmagában és önmagáért végtelen, és istene, legfőbb lényege önmagában van. Ez a tézis erőteljesen érezhető az istenek megformálásában. Feuerbach másik tétele, mely szerint az új filozófia a szerelem igazságán és az érzéseken alapul, szintén visszacseng úgy a Ringben, mint Wagner korábbi filozófiai jellegű tanulmányaiban. Wagner célja egy olyan zenei-drámai műfaj létrehozása volt, amely kielégíti e szükségleteket. Ugyancsak Feuerbachtól származik az a tétel, hogy a szerelem mindent legyőz. Ez ugyancsak a Ring egyik alaptézise. Szintén a feuerbachi eszmevilágban találta meg azt az alapgondolatot, hogy az érzelmek kifejezésére az egyik legtökéletesebb eszköz a zene.
Egyes elemzők a műben a schopenhaueri filozófia alapjait is felfedezni vélik. Schopenhauer emberről és emberiségről alkotott képe leginkább Wotan alakjában tükröződik vissza. Az ember, aki ezidáig mindig beépítette az általános igazságokat saját gondolkodásmódjába, előrehaladt, de ugyanakkor nem jött még rá a saját tapasztalatai révén, hogy a szenvedés az élet szükséges része. Wotan ezidáig megtalálta az élet örömeit és élt is velük, meg volt győződve örökkévalóságáról és volt annyira bátor, hogy szembenézzen az összes nehézséggel és akadállyal céljai elérése érdekében. Ez a schopenhaueri élni akarás tézisének egyik megnyilvánulása. Ennek ellentéte, az élni akarás megtagadása akkor lép fel amikor az akarat megszűnik, amikor megszűnnek azok a jelenségek, amelyek az akaratot motiválták és a természet és tudás részeivé válnak, s ezáltal az akarat kioltja önmagát. Siegfrieddel ellentétben, aki fiatalos, bátor, de végtelenül naiv és tájékozatlan a világ dolgait illetően, Wotantól nem áll távol a szenvedés, ami azonban nem tántorítja el céljaitól. Schopenhauer szerint egy ilyen jellemű ember előtt még hosszú út áll, mielőtt megismeri az igazságot és ehhez elsősorban az állandó szenvedés valóságának elfogadása és átélése szükséges. Amikor az ember eljut idáig, az élni akarás lehetetlenné válik, helyét annak tagadása veszi át. Akárcsak Wotan esetében, aki csendes rezignáltsággal veszi tudomásul a Valhalla pusztulását. Tény azonban, hogy Schopenhauer filozófiájával a zeneszerző 1854-ben, két évvel a Ring szövegkönyvének megírása után kezdett el foglalkozni. Valószínűleg már korábban ismerte a filozófus munkásságát, de ez kevésbé hatott rá, így a Ringről elmondható, hogy elsődlegesen Feuerbach téziseinek hatása alatt íródott. Schopenhauert tanulmányozva azonban elgondolkodott egy új zárójeleneten a mű részére.
Jacob Grimmnek volt egy olyan elmélete, mely szerint mind Alberichnek, mind Wotannak, tehát a sötét törpének és a fénylő istennek a vétke az önző hatalomvágy. Ez a gondolat arra késztette Wagnert, hogy művét kettejük ellentéte körül építse fel. A gyűrű megszerzése érdekében mindketten rabolnak, mindkettejük görcsösen ragaszkodik a kincshez és az abban rejlő hatalomhoz. Mindkét főszereplőt egyformán jellemzi a lemondás. Az elején látszólag Wotan a pozitív, Alberich pedig a negatív hős, mert az isten a világnak törvényeket ad és dárdájával vigyázza a rendet. Ezzel szemben Alberich lemond a szerelemről, megszerzi a gyűrűt és reméli, hogy ennek hatalma pótolni tudja majd a hiányzó szerelmet. Mivel a gyönyör iránti vágyát nem tudja kiölni magából, megátkozza a világot, az se ismerje többé a szerelmet. Wotanban azonban nincsenek meg a szerelem jelei, ha törvényei nem kötötték volna, Freiáról is lemondott volna a hatalom érdekében. Alberich ellenben nem tud megbocsátani a rajnai sellőknek, akik kigúnyolták és akikbe menthetetlenül szerelmes. Bosszúból vágyik hatalomra, ellentétben Wotannal, aki mániákusan ragaszkodik ahhoz, hogy minden az ő kezében összpontosuljon. Amikor Loge elbeszéléséből megérti a gyűrű jelentőségét, azonnal birtokolni akarja. Megfeledkezik a rajnai sellőkről, akiknek vissza kéne adni, hiszen ez lenne a világ rendje, amelynek ő, Wotan az őrzője. Később Alberichhel való beszélgetésében demagóg módon a sellőkre hivatkozik, hogy a saját rablását igazolja. Amikor Freia kiváltásáért cserébe át kell adnia a gyűrűt az óriásoknak, kibukik belőle a megnövekedett hatalomvágy, nem akarja átadni a gyűrűt, még a saját maga által teremtett világrend feláldozása árán sem.

## Drámai elemzés

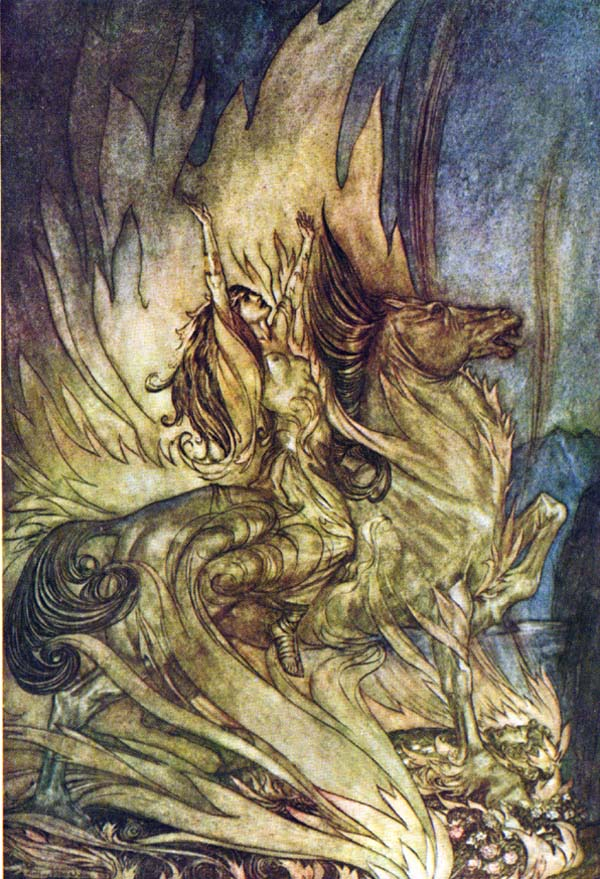
Brünnhilde a tűzbe vágtat (fantáziarajz)

A Nibelung gyűrűje egy egész világ keletkezésének és elmúlásának, az elvakult hatalmi vágy és a szeretetlenség által okozott emberi katasztrófának gigászi, művészi látomása.
1851-re Richard Wagnerben már megérlelődtek azon művészi kérdések végső konklúziói, amelyeket az elmúlt években mérlegelt, amelyeken az elmúlt években töprengett. Elképzelései a drámáról és a zenéről, valamint a kettő egyetlen művészi formává való összeolvasztásáról már kiforrottak, így a következő lépés ezen innovatív elképzelések formába öntése volt. A dolgok természetes menetét tekintve az első, amihez hozzányúlt, a dráma volt: A Nibelung gyűrűje szövegkönyvének megalkotása.
Wagner alapvető elve, amelynek egész művészi tevékenységét alárendelte és amelyről hosszasan értekezett esszéiben, a létezés valósága volt, valamint ennek dramatizálása. Nem érdekelték a külvilág eseményei és helyzetei, noha természetesen tudomásul vette, hogy e nélkül a világ nélkül nem tudja a drámáját kibontakoztatni. Wagner valósága egy belső világ, a szív és a tudat világa volt, az emberiség nem látott, de érzett természete. Wagner szerint a dráma lényege ennek a belső valóságnak a tükrözése, és ő ennek megvalósítását tűzte ki művészi céljául.
A Ring-tetralógia hűen ragaszkodik e drámai elvhez. Egy olyan dráma, amely az emberiség külvilágából csak keveset mutat és inkább az emberi lét kifejezője, egy dráma, amelyben a szereplők belső vívódásai sokkal jelentősebbek, mint az őket kiváltó fizikai jelenségek, és tulajdonképpen e lelkiállapotok fontosabbak maguknál a szereplőknél is. Wagner próbálkozásai az emberi lélek megismerésére megmutatják, mi a tulajdonképpeni valóság, legalábbis Wagner szemével tekintve. A valóság, amely túlmutat az egyéni természeten és egy végtelen tudat valósága, egy olyan tudaté, amely a mítoszok révén, azaz az emberiség kollektív gondolatán át finomult ki az idők során.
Wagner tudatában volt, hogy az ilyen fajta drámát egy olyan drámai keretbe szükséges helyeznie, amely megfelel a műfaj kívánalmainak. Mint dráma, formájában, tulajdonságaiban és legfőképpen kivitelezési technikájában, tartalmaznia kellett a drámai szerzemények bevált kellékeit. Ilyen kitételek mellett nem kerülhette el a helyzetformálásokat, de saját elveinek fényében ezeket a helyzeteket minimálisra csökkentette, hogy éppen csak elégségesek legyenek az igazi dráma kibontakozásához. Ez a drámai alap, valamint az ezt követő események jelentősek ugyan, de ugyanakkor ez a vera causa másodlagos a dráma szempontjából. Ez a drámai alap a kincs elrablása, ami az eseményeket mozgásba lendíti.
A tulajdonképpeni értelemben véve a Ring-ciklus egy passzív műalkotás, azaz az események és cselekmények minimálisak, és jelenlétüket mindig beárnyékolja az emocionális aspektusuk. Ebben a szubjektivitásban rejlik a Ring értéke. A mű sikeréhez az is hozzájárult, hogy Wagner egyetlen fizikai cselekvésből kiindulva képes volt a szereplők belső értékeit megmutatni. Ezek a belső értékek azonban nem ragadnak meg az egyéni érzelmek szintjén, hanem inkább egy rejtett tudat érzelmei, amelyek irányítják, alakítják és pusztítják az emberiség szellemét.
A mű 1876-os bemutatója óta számos elemzés, kommentár született a Ringről. Mindezekhez csatlakozik a számos újraértelmezése, amelyek fényében évről évre új rendezésben adják elő, mindinkább igazodva a jelen művészeti és társadalmi követelményeihez. A Ringet értelmezték úgy is, mint a világtörténelem sűrített bemutatóját, egy olyan világé, amelyik a pusztulás felé halad. Más értelmezések szerint a Ring egyes kultúrák, társadalmak bemutatója, attól függően, hogy az adott elemző éppen mely országból származott. Az értelmezési változatok között szerepelt az emberiség morális válságának a bemutatása, a gazdasági korrupció elítélése, sőt egyes Wagner-követők egyenesen a szocializmus alaptételeit vélték felfedezni benne, amely a velejéig romlott kapitalista világ megváltója. A Ringet értelmezték már úgy is, mint pszichológiai tanulmány, amelyben az egyes emberi archetípusok vonulnak fel. A leggyakrabban mint a pénz, a hatalom és a szerelem iránti vágyakozást bemutató drámaként értelmezték, ennek az életvitelnek az elítélését és pusztulását. A Ring a társadalom béklyóból kiszabadul emberi lélek képeként is megjelenik, sőt a sors elleni hiábavaló harc drámájaként is. A rendezők, akik a 20. század során színre vitték a művet, áthelyezték már a cselekményt a mitologikus környezetből a nagy ipari forradalom idejére, sőt az űrkorszak idejére is, ezáltal próbálva a mű mondanivalóját aktuálissá tenni a korabeli közönség számára. Peter Papnewski szerint a Ring az élet nagy példázata, amelyet Wagner a természet révén ártatlannak, de történelme által a bűnbe elmélyülten mutat be. Tudatosul benne saját halandósága, de nem készült még fel a halhatatlanság iránti reményének feladására. Bryan Magge szerint a dráma feltérképezi a lélek és a társadalmi moralitás közötti áthidalhatatlan ellentéteket és bemutatja, hogy az előbbi törvényei szerint élőket miként pusztítják el az utóbbi őrei, akik azonban magukban is viaskodnak annak tagadásával. A Ring számos értelmezésének értékelése során figyelembe kell venni az író személyiségét, szakmai irányultságát is, hiszen az esetek döntő többségében ez határozza meg a leírt gondolatok, tézisek alapját.
Noha Wagner soha nem bocsátkozott művének elemzésébe, a dráma néhány aspektusát mégis megmagyarázta. 1854-ben, két évvel a szöveg megírása után, egy August Röckelnek írt levelében fejtette ki álláspontját művének általános és meghatározó vonásairól. Wagner úgy nyilatkozott, hogy a műbe három fő témát dolgozott bele. Ezek a halál és megtanulni meghalni, az akarás, valamint a változás törvényei. Az első tézis valószínűleg Schopenhauer olvasása során merült fel benne, bár valószínű, hogy a zeneszerző inkább utólag magyarázta ezt bele, hiszen a filozófus műveivel nagyjából e levél megírása idején ismerkedett meg. A második tézis Wotan felemelkedésében majd pusztulásában jelenik meg. Wotan saját akaratának, vágyainak lesz az áldozata, és pusztulásával magával rántja az istenek egész birodalmát, utat nyitva ezzel a Siegfried által fémjelzett emberiség előtt. A harmadik tézis az emberiség változásának, pontosabban változásra való képtelenségének bemutatása. Ez Wotan és Fricka kapcsolatából tűnik ki. Merev viszonyukat annyira béklyózzák a saját maguk által felállított morális törvények, hogy képtelenek átadni magukat a felhőtlen szerelemnek. Wagner úgy vélte, hogy az istenek merevsége az oka saját pusztulásuknak. Szerinte a dráma arra ösztönzi a hallgatót, hogy elfogadja a valóság és az élet változékonyságát, valamint a létezés folyamatosan örök megújulását.

## A zárójelenetek
A ciklus zárójelenetének megírása volt minden valószínűség szerint a legnehezebb feladat, amellyel Wagner szembenézett. A szövegkönyvet többször is újraírta, mielőtt megállapodott volna a végső változatnál. A vázlatok alapján hat eltérő zárójelenet rekonstruálható:
- Eredeti zárójelenet (1848 decembere) – Wagner első zárójelenete optimista és bizakodó volt. A gyűrű visszakerül a Rajnába, Alberich és a nibelungok, akiket a gyűrű rabszolgasorba döntött, felszabadulnak. Brünnhilde záróbeszédében Wotant dicsőíti mint mindenható és örök istent. Feladja életét és Siegfriedet a Valhallába viszi, ahol kibékül Wotannal. Siegfried és Brünnhilde Siegfried temetési máglyája felett emelkednek a Valhallába, hogy megváltsák Wotan és az istenek bűneit. Ez hasonlít A bolygó hollandi zárójelenetéhez, amelyben Senta feláldozza magát a hollandi lelkének szabadulásáért. Ebben a verzióban fel sem merül az istenek elpusztításának lehetősége.
- Első változat (1848. december 18. előtt) – Rögtön az eredeti változat megírása után készült el. Wagner elsősorban Brünnhilde záróbeszédét változtatta meg. Brünnhilde, aki az istenek hibáiért vezekel, arra kéri őket, hogy fogadják be Siegfriedet Valhallába. E változtatás lényege Wagner azon törekvését jelzi, hogy a germán mitológiát kapcsolatba hozza a keresztény megváltás eszméjével. A második eszközölt változás, hogy Brünnhilde felszólítja az isteneket, mondjanak le erejükről és adják át a világot az emberiségnek.
- Második változat (1850. május) – Ennek az átdolgozott változatnak csak töredékei maradtak fenn, így nem lehet biztosan megállapítani, hogy a változtatott zárójelenet tudatos változtatás eredménye, vagy csak Wagner egyik alternatívája az első változat verselésére.
- Feuerbach-zárójelenet (1852. november–december) – Miután megírta A Rajna kincsét és A walkürt, Wagner arra a következtetésre jutott, hogy az operának az istenek és Valhalla elpusztulásával kell véget érnie. Ezt erősen befolyásolta, hogy akkoriban olvasta Ludwig Feuerbach filozófus egyik művét, amelyben arról írt, hogy az istenek az emberi elme szüleményei, és hogy a szerelemnek elsőbbsége van minden egyéb emberi vállalkozás felett. Ebben a zárójelenet-változatban Brünnhilde kikiáltja az istenek pusztulását, akiknek helyébe a szerelem vezette emberiség lép.
- Schopenhauer-zárójelenet (1856) – Schopenhauer filozófiájának megismerésével és a buddhista filozófia beható tanulmányozása révén úgy döntött, hogy ismét változtat a zárójeleneten. Brünnhilde megváltását látta a születés-szenvedés-halál-újjászületés ciklikusságában, aki ezáltal eléri a nem-létezés, a nirvána stádiumát.
- Végső zárójelenet (1874) – Wagner visszatért az 1852-es változathoz, de kivágta a feuerbachi filozófiát tükröző zárósorokat.

## Verselés
A tetralógia költői formáját az előrím, az alliteráció jellemzi. Az előrím (Stabreim) Wagner előrímes verssoraiban kötetlen: egyes sorokra két, másokra három vagy négy súly esik. A súlyok közötti súlytalan szótagok száma is meghatározatlan. A szabálytalan versritmus következményeként a zenei periódus-szkéma prózává oldódik. A zenei szintaxis prózastruktúrája – a két- és négyütemes csoportok ugyan távolról sem ritkák, de nincs többé modell-jellegük, hanem egyenrangúan váltakoznak három- és ötütemes frázisokkal – képezi a vezérmotívum-technika szóvégi megfelelőjét.

## Hangszerelés
Wagner már 1846-ban foglalkozott új művének a hangszerelésével, még mielőtt kialakult volna benne a teljes ciklus koncepciója. Már a kezdetektől fogva hatalmas zenekarban gondolkodott, az eredeti partitúra 107 zenészt írt elő, a bemutatón azonban 119-en zenéltek. Húsz évvel később a Bayreuthban már 124 fővel adták elő. Napjainkban általában 100 körül alakul számuk. Wagner arra törekedett, hogy felülmúlja a kor leghíresebb zenekarait, így a lipcsei Gewandhaus 31 fős, valamint a drezdai opera 40 fős zenekarát. Ekkora hatalmas zenekar már különleges ülésrendet igényelt. Az új ülésrendet a bayreuthi Festpielhaus félig fedett és mélyített zenekari árka is megkövetelte. Wagner arra törekedett, hogy az egyes hangszerek megfelelő távolságra legyenek egymástól a kellő áthallás érdekében, másrészt pedig fontos volt számára, hogy a karmester bármely zenészt bármely pillanatban láthassa, ezáltal meglegyen a teljes kontroll. Az egyes hangszereket csoportosította, a vonósoknál pedig külön figyelt arra, hogy a zenészek lássák is egymást. A fafúvósok között három fuvola, egy pikoló, három oboa, egy angolkürt, három klarinét és három fagott szerepel. A rézfúvósokat nyolc kürt (a kürtösök közül ketten B-hangolású, ketten F-hangolású Wagner-tubán is játszanak), három trombita, egy basszustrombita, három tenorbasszus harsona, egy kontrabasszus harsona és egy kontrabasszustuba képviseli. Az ütőhangszerek között négy üstdobból, egy pár cintányérból, egy pergődobból és egy harangjátékból áll. A Rajna kincsénél a zenekar hat hárfával és egy színpadon kívüli hárfával egészül ki. Ezeken túlmenően a ciklus számos helyén Wagner mennydörgést keltő gépet, 18 üllőt, színpadon kívüli kürtöket és több kanásztülköt ír elő. A vonós hangszerek között 16 első és 16 második hegedű, 12 brácsa, 12 cselló és nyolc nagybőgő kap helyet. Az olyan színházak számára, ahol nem áll rendelkezésre megfelelő méretű zenekari árok, léteznek kisebb hangszerelésű változatok is. A hangszerelés és tonalitás terén Wagner hatalmas előrelépést jelentett a nyugati zene fejlődésében. Nagyon nagy zenekarra írta a Ringet, sőt továbblépett és saját maga tervezett hangszert az előadás számára (Wagner-tuba). A hagyományos tonalitás szerkesztési elveinek lazításával elérte a teljes leállások és szünetek teljes kiküszöbölését.
| Hangszer              | A Rajna kincse | A walkür | Siegfried | Az istenek alkonya |
| Első hegedű           | 16             | 16       | 16        | 16                 |
| Második hegedű        | 16             | 16       | 16        | 16                 |
| Brácsa                | 12             | 12       | 12        | 12                 |
| Cselló                | 12             | 12       | 12        | 12                 |
| Nagybőgő              | 8              | 8        | 8         | 8                  |
| Fuvola                | 3              | 3        | 3         | 3                  |
| Piccolo               | 1              | 2        | 2         | 2                  |
| Oboa                  | 3              | 4        | 4         | 4                  |
| Angolkürt             | 1              | 1        | 1         | 1                  |
| Klarinét              | 3              | 3        | 3         | 3                  |
| Basszusklarinét       | 1              | 3        | 3         | 3                  |
| Fagott                | 3              | 3        | 3         | 3                  |
| Kanászkürt            |                | 1        |           |                    |
| Kürt                  | 8              | 8        | 8         | 8                  |
| Wagner-tuba           |                | 4        | 4         | 4                  |
| Kontrabasszustuba     | 1              | 1        | 1         | 1                  |
| Trombita              | 3              | 3        | 3         | 3                  |
| Basszustrombita       | 1              | 1        | 1         | 1                  |
| Harsona               | 3              | 4        | 4         | 4                  |
| Kontrabasszus harsona | 1              | 4        | 1         | 1                  |
| Üstdob                | 2              | 1        | 1         | 2                  |
| Triangulum            | 1              | 1        | 1         | 1                  |
| Cintányér             | 1              | 1        | 1         | 1                  |
| Tamtam                | 1              | 1        | 1         | 1                  |
| Pergődob              | 1              | 1        |           | 1                  |
| Harangjáték           | 1              |          | 1         | 1                  |
| Hárfa                 | 7              | 6        | 6         | 6                  |

## Zenéje
A Nibelung gyűrűjében Wagner korábbi alkotásainak (Trisztán és Izolda, A nürnbergi mesterdalnokok) próbálkozásai, kísérletei érett, tökéletes formában jelennek meg. A tetralógia keletkezéstörténetének azon dramaturgiai sarkalatos pontja, amely Wagnert rákényszerítette, hogy a Siegfried-tragédiát Ring-tetralógiává bővítse, szorosan kapcsolódott egy zeneikompozíció-technikai problémához, azaz a négy mű összekapcsolásához. Ez vezetett el a vezérmotívum-technika megszületéséhez, ami által túllépett a hagyományos opera-zeneszerzés keretein és megalkotta a reá jellemző zenedrámákat, amelyekben a zene és az epika egységes egészt alkot. A közönségtől elvárta az esztétikai magatartást, a „zeneértést”: a hallgatónak egyfelől mintegy a művet újrakomponálva fel kell fognia annak zenei logikáját, másrészt átélés útján fel kell fognia a zenei kifejezést, amely egyszerre a drámai cselekmény lényege és a zeneszerző önábrázolása. Wagnernek eléggé ellentmondásosan szemére hányták egyfelől vezérmotívum-technikájának áttételességét, amellyel a hallgatót intellektuális erőfeszítésre kényszeríti, ahelyett, hogy közvetlen szemléletben részesítené; másfelől pedig azt, hogy hangzásvarázsa elkábít.
Wagner a tetralógia zenéjének megkomponálásakor nem arra törekedett, hogy hatalmas méretű drámát zenei eszközökkel illusztrálja, hanem arra, hogy A Nibelungok gyűrűjének világát, annak születését, létét és elmúlását a zenei anyagból formálja meg, és így zenei eseményeket és látomásokat vetítsen ki a színpadra.
Akárcsak előző operái esetében, Wagner arra törekedett, hogy ne használja a recitativót és a scena ed ariát. A Ring esetében úgy döntött, hogy teljes mértékben átkomponáltan írja meg a darabokat, ami azt jelenti, hogy mindegyik opera egyetlen zenedarabbá ér össze, megszakítások nélkül. Ez a módszer képezi az általa megalkotott zenedrámák egyik alapját. Másik alapvető jellegzetessége műveinek, hogy bevezette az alaptémákat (Grundthemen), amelyeket aztán vezérmotívumoknak vagy leitmotifnak nevezett. Ezek visszatérő dallamok, amelyek bizonyos személyekhez, helyzetekhez, érzelmekhez kötődnek. Wagner célja az volt, hogy a hallgatóságban ezáltal tudatosuljon az opera drámai szubsztrátuma. Noha a vezérmotívumok technikáját már korábban is alkalmazták más zeneszerzők, ennek használata Wagner művészetében teljesedett ki a legjobban. Ahogyan a ciklus halad előre, a vezérmotívumok kombinációja is egyre bonyolultabbá válik. Wagner felhasználta a jó barátjától, Liszt Ferenctől tanult téma-átalakítási technikát, annak érdekében, hogy a meglévő vezérmotívumok átalakításával újakat hozzon létre. Ennek jellegzetes példája A Rajna kincsében, amikor a frissen kovácsolt gyűrű hatalmának motívuma átalakul a Valhalla motívumába. Ezáltal azt sugallja, hogy a gyűrű elpusztulásával együtt Valhalla pusztulása is várható. A dallammozzanatok visszatérése, a vezérmotívum-technika olyan egységes művészi forma, amely nem csupán a dráma egyes kisebb részeire, hanem egészére kiterjed összekapcsoló összefüggésként. A hagyományos ária szűk, véges dallama itt az egész művet átfogó végtelen dallammá bővül.
A Rajna kincsétől kezdve a zenei forma Wagnernál többé nem elsődlegesen szintaktikus – nem a 2 + 2, 4 + 4 vagy 8 + 8 ütemek megfelelései, vagyis az elő- és utótag sémája által irányított, hanem sokkal inkább motivikus. A hagyományos periódus-szerkezet felbomlását kiegyenlíti a Ring-tetralógia egészét sűrű hálóként át- meg átszövő motivikus összefüggés, amely minden pillanatnak zenei raison d’étre-t biztosít. A zenei forma szerkezete logikai és nem architektonikus, szövedék formát ölt, ahelyett, hogy szimmetriákból szerkesztődnék egésszé. A Ring-tetralógia az első olyan zenedráma, amelynek formáját a motívumkombináció szimfonikus elve határozza meg.

## Az ősbemutató

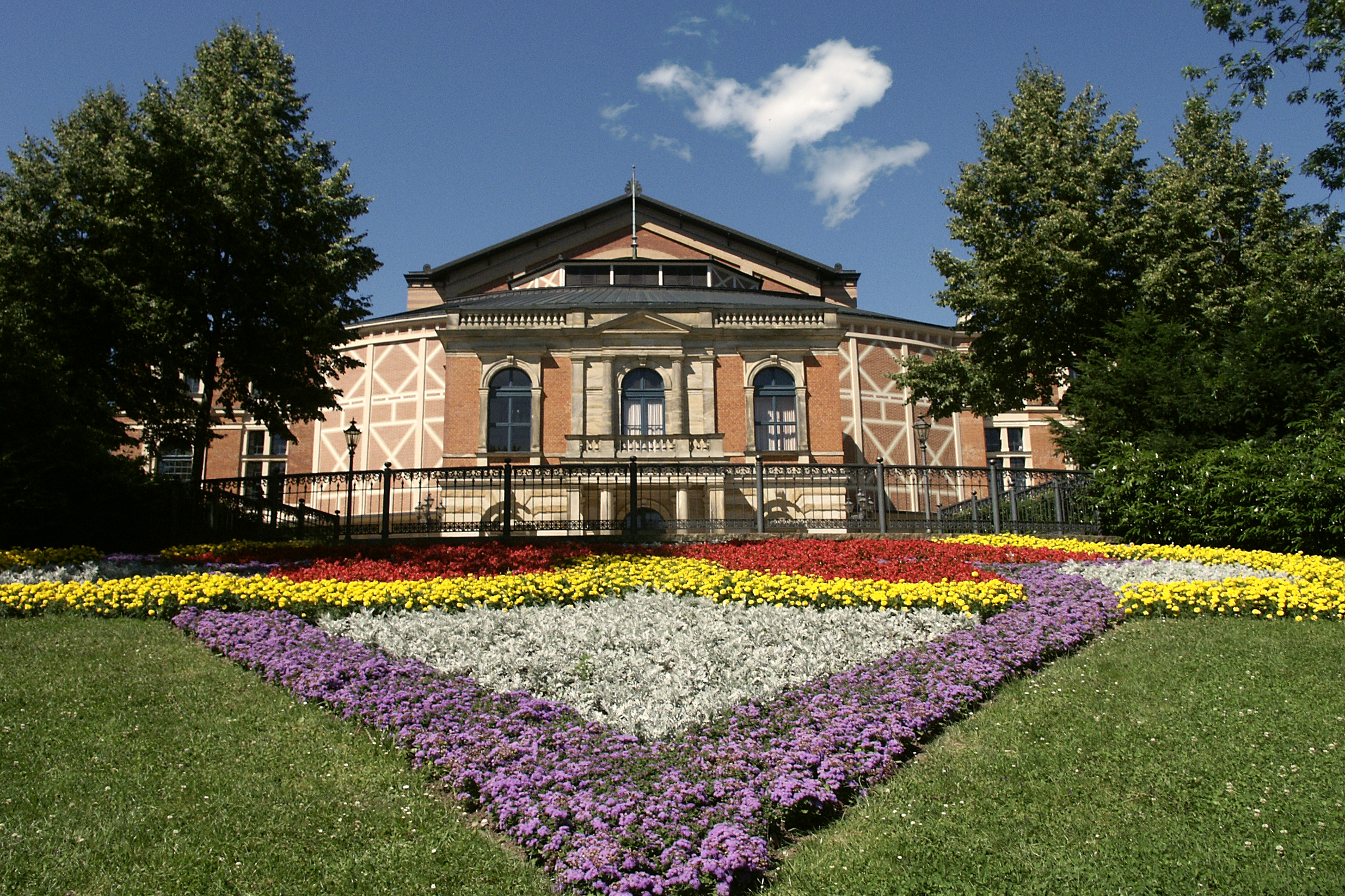
A bayreuthi Festspielhaus

Wagner ellenkezése ellenére az első két operát, A Rajna kincsét és A walkürt a tetralógia többi része előtt bemutatták a müncheni Nemzeti Színházban. A Rajna kincsének bemutatója 1869. szeptember 22-én volt, A walküré 1870. június 26-án. Ezek után Wagner elhalasztotta a Siegfried elkészültének bejelentését, nehogy azt is idő előtt műsorra tűzzék.
A zeneszerző régóta arra törekedett, hogy egy speciális, saját maga által tervezett operaházban mutassák be a teljes művet. 1871-ben esett a választása a bajorországi Bayreuth városára. 1872-ben Wagner odautazott, és letették az épület alapkövét. Ezután gyűjtésbe fogott, hogy az építés fedezetét megteremtse – kevés sikerrel. Lajos király sietett a segítségére 1874-ben: rendelkezésre bocsátotta a szükséges összeget. A ház 1876-ban nyitotta meg kapuit a tetralógia első teljes bemutatásával, augusztus 13. és augusztus 17. között. A ház mai neve: Richard-Wagner-Festspielhaus.
A függöny 1876. augusztus 13-án délután öt órakor emelkedett fel a Festspielhausban, hosszas előkészületek után. Noha Wagner már korábban kiválasztotta az ősbemutató énekeseit és a szcenika tekintetében is megvoltak az elképzelései, a színpadi próbák csak június 5-én kezdődtek. A zeneszerző külön foglalkozott minden énekessel, elmagyarázta nekik elképzeléseit. A zenekari próbákat július 27-én kezdték el, szintén a zeneszerző felügyelete alatt, ezzel párhuzamosan megtartották a jelmezpróbákat is, illetve a díszleteket is kipróbálták, annak ellenére, hogy számos külföldről rendelt kellék nem érkezett meg. A főpróbákat augusztus 6–9. között tartották. A hosszas próbaidő azonban a hangulat romlásához is vezetett az agyonhajszolt énekesek és személyzet és a szinte folyamatosan szitkozódó Wagner között. A főszerepeket Franz Betz (Wotan), Karl Hill (Alberich), Amalia Materna (Brünnhilde), Georg Unger (Siegfried), Gustav Siehr (Hagen) énekelték. A karmester Wagner jó barátja, Hans Richter (Richter János) volt. A főpróbákon titokban II. Lajos bajor király is részt vett.
A bemutató iránti érdeklődést mi sem bizonyítja jobban, mint az illusztris vendégek sora. A nézőtéren ültek a helyi elöljárók mellett I. Vilmos német császár, Württemberg királya, Liechtenstein hercege, Hessen hercege, a weimari nagyherceg, Baden nagyhercegnője, Anhalt hercege, II. Péter brazil császár, Vlagyimir Alekszandrovics Romanov orosz nagyherceg, valamint számos külföldi diplomata. Az előadásokat Liszt Ferenc mellett számos neves zeneszerző is megnézte: Camille Saint-Saëns, Edvard Grieg, Anton Bruckner, Eduard Hanslick (zenekritikus), Charles Villiers.
A bemutató előadások hatalmas sikert arattak. Az ovációk elcsendesülése után Wagner a színpadra lépett és beszédet mondott, amelyben kihangsúlyozta, hogy A Nibelung gyűrűje által megalkotta az igazi német művészetet. Az ősbemutató után világszerte találkozókat rendeztek a Ring elemzése és bemutatása céljából. Az ősbemutató sikerét azonban számos külsőség árnyékolta be: a díszletek egy része nem lett időre kész, így improvizálni kellett, az épület kívülről még félkész, vakolatlan állapotban volt; a színházhoz vezető út nem volt kikövezve így esős időben sárban kellett távozniuk a vendégeknek; mivel nem volt foyer, a szünetekben a nézők az épület előtt kellett várakozzanak stb.

## Fogadtatása
Zeneileg A Nibelung gyűrűjének bayreuthi bemutatója hozta meg Wagner számára az európai áttörést, ami annak volt köszönhető, hogy a hallgatóságot nagyrészt Wagner-rajongók alkották, aki hírét vitték a zeneszerzőnek világszerte. Ilyen körülmények között a művet dicsérők kórusa elnyomta a kétkedőkét, még a híres bécsi zenekritikus, Eduard Hanslick is kedvezően nyilatkozott, pedig egyáltalán nem tartozott a Wagner esztétikáját dicsőítők körébe: „Wagner képzeletének teremtő ereje, döbbenetes hangszerelési tudása és a sok zenei szépség varázslatos erővel hatja át A Nibelung gyűrűjét, amelynek mindannyian önként és hálásan adjuk át magunkat. Azonban az egyedi, mintegy a rendszer háta mögött besurranó szépségek nem tudják megakadályozni, hogy ez a szó zsarnokságára és a dallamtalan párbeszédekre épülő rendszer a halál magvaival ne hintse tele az egészet.” Joseph Bennett Hanslickot visszhangozta, amikor ezt írta: „Wagner körül, a vonzalom és elutasítás furcsa keverékével ott van valami Milton bukott angyalából. Népe mennyországának istenei között hatalmasnak érezheti magát és e helyen, melyet most sajátjának tekint, titáni nagyszerűséggel magasztosítja fel magát.”
Keletkezése óta A Nibelung gyűrűje számos kritikai tanulmány alapját képezte, íme néhány vélemény róla:
Gerhart Hauptmann:
Nagyon távol állok attól, hogy Wagner németeskedése elbájoljon; mert ugyanannyira görög, mint német, ugyanannyira ázsiai, mint európai. Egy olyan mű, mint a Ring, az eredetet, növekedést és befejezettséget (tökélyt) illetően egyedülálló a világon a maga nemében és talán az utóbbi évezredek legtalányosabb műalkotása.
Friedrich Nietzsche:
Wagner fél életén keresztül úgy hitt a forradalomban, amennyire csak egy francia tud hinni benne. Ezt kereste a mítosz rúnaírásában, és azt hitte, hogy Siegfriedben felleli a tipikus forradalmárt. – „Honnan származik minden baj a világon?“ tette fel magának a kérdést Wagner. A „régi szerződésekből“; válaszolta, mint a többi forradalom-ideológus. Magyarán szólva: a szokásokból, a törvényekből, az erkölcsből, az intézményekből, és mindabból, amin a régi világ, a régi társadalom nyugszik.
II. Lajos bajor király:
Minél tovább elmélkedem ezen az egyedülálló, igaz csodaművön, annál inkább elfog a bámulat és a csodálat az óriási szellem iránt, aki ezt istenhez hasonlóan megalkotta! – Szerencsés század, amely egy ilyen szellemet látott a közepén felnőni!
George Bernard Shaw:
Csak átfogó gondolkodási képességgel rendelkező emberek fogják lélegzetüket visszafojtva követni a történést, mivel megpillantják benn az emberiség történelmének teljes tragédiáját és azoknak a dilemmáknak minden félelmetességét, amelyektől ma a világ visszaborzad …
Thomas Mann:
A tehetség és a zseni valódi kitörésének a műve ez, egyszerre mélyen komoly és mámorító, egy egyformán érzelemgazdag és okosságtól ittas varázsló műve.
Herbert von Karajan:
Ha az ember valóban úgy tudná játszani ezt a zenét (Ring), ahogy Wagner hallotta, akkor az állam érdekében be kellene tiltani; felrobbantja a világot. Ez a lángoló pusztulás.
Joachim Kaiser:
Aki a szöveget nem olvasta pontosan – egy okos, mélyértelmű, előrímben megírt szöveg, amely megérdemli a legmélyebb tiszteletet, és nem azoknak a gúnyolódását, akik az operában semmiképpen sem akarnak gondolkozni – aki a szöveget nem olvasta pontosan és úgymond nem fogta fel szavanként, az a Ring előadásán azt fogja tenni, amit csak a Rajna lányainak szabad, „úszni” fog a csodálatban.

## A világ operaszínpadainak meghódítása

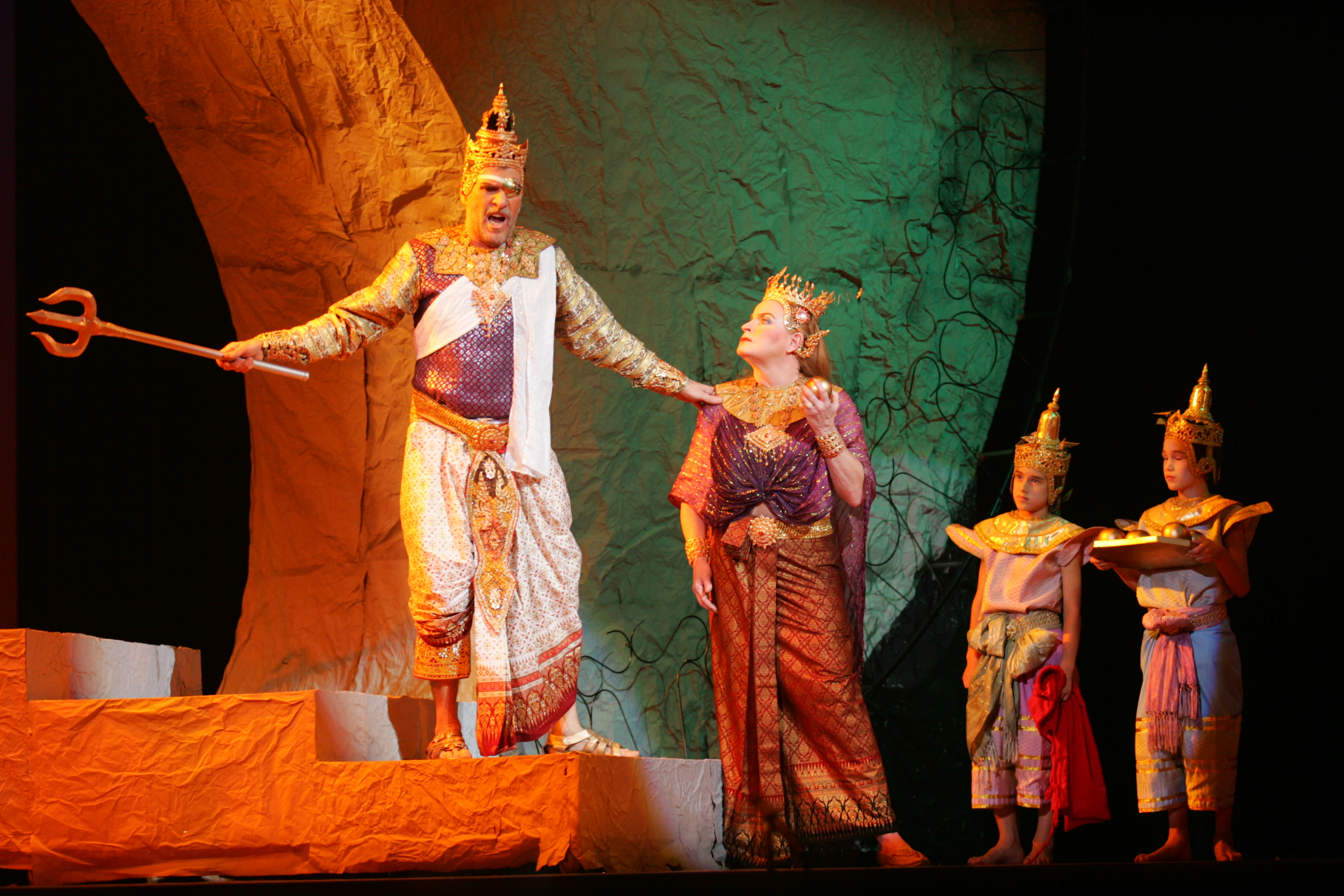
Jelenet egy 2006-os bangkoki előadásból.

Az első ciklus sikerén felbuzdulva Wagner egy második ciklust tervezett Bayreuthban, azonban előbb kevésbé sikeres londoni koncertek sorával próbálta enyhíteni adósságát a bajor királlyal szemben, a mű előadásának jogait azonban mindvégig nem akarta kezeiből kiadni, és ragaszkodott hozzá, hogy A Nibelung gyűrűjét csakis Bayreuthban lehet előadni. Szorult pénzügyi helyzete végül arra késztette, hogy elfogadja három operaház ajánlatát a tetralógia bemutatására. A Ringet először Bécsben, a Staatsoperben mutatták be (évenként egy részét), majd Münchenben és Lipcsében 1878-ban.
A lipcsei bemutató alkalmával került közelebbi viszonyba Angelo Neumann impresszárióval, akivel már 1876-ban találkozott a Lohengrin helyi bemutatója kapcsán. Neumann kiváló szervezőképességének köszönhetően a tetralógiát 1881-ben Berlinben is bemutatták, majd a zeneszerző engedélyével egy vándortársulatot alapított (Richard Wagner Theater), amely révén a mű eljutott 1882-ben Londonba és Breslauba. Ez a két előadás megalapozta a társulat hírnevét, így a következő évben számos előadásra került sor Hollandiában, Belgiumban, Magyarországon, Olaszországban, Svájcban és Ausztriában. Öt évvel később a művet Szentpéterváron is bemutatták. A tengerentúl a teljes ciklust 1884-ben mutatták be a New York-i Metropolitanban, noha 1877-ben egy zenei estélyen már bemutatták A walkür egyes részeit.
A tetralógia bayreuthi előadásai az évek során hagyománnyá váltak. A Bayreuthi Ünnepi Játékok keretein belül minden esztendőben legalább egy alkalommal előadják a Ring-ciklust valamint mellette még egy-két másik Wagner-operát. Az ünnepi játékok igazgatását a zeneszerző leszármazottjai végzik. Az ünnepi játékokon az első ciklus rendszerint nagyszabású társadalmi esemény.
A mű ma is szerves része az operarepertoárnak, de mivel a négy opera színpadra állításának költsége hatalmas, mind a díszletek, mind a zenészek és énekesek tekintetében, a teljes ciklust csak ritkán adják elő. Gyakori, hogy évente csak egy-egy operát állítanak színre a tetralógiából. Bayreuth az egyetlen kivétel, itt minden évben mind a négy darabot színpadra állítják.
Rendezés és szcenika szempontjából a Ringet különféle értelmezésekben adták elő az elmúlt évek során, de a referencia mindig Bayreuth. Az 1950-es években, Wieland és Wolfgang Wagner igazgatósága idején, a Ringet újraértelmezték, az emberi vonatkozásai nagyobb hangsúlyt kaptak és a zenét absztrakt környezetbe helyezték. A leghíresebb modern produkció az 1976-ban Patrice Chéreau által rendezett és Pierre Boulez által vezényelt sorozat. Ez a változat az ipari forradalom idején játszódik, a Rajnát pedig egy vízierőmű helyettesíti, az isteneket pedig öltönyös üzletemberek. A Ring rendezései két csoportba sorolhatók: az elsőben vannak a hagyományos rendezések (például Sir Solti György előadása 1983-ban), amelyek a Wagner által leírt szcenikát és rendezést követik, illetve a másodikban a modern, átértelmezett rendezések (pl. Bernard Haitink 1994–1996-os előadásai).

## Fordítások

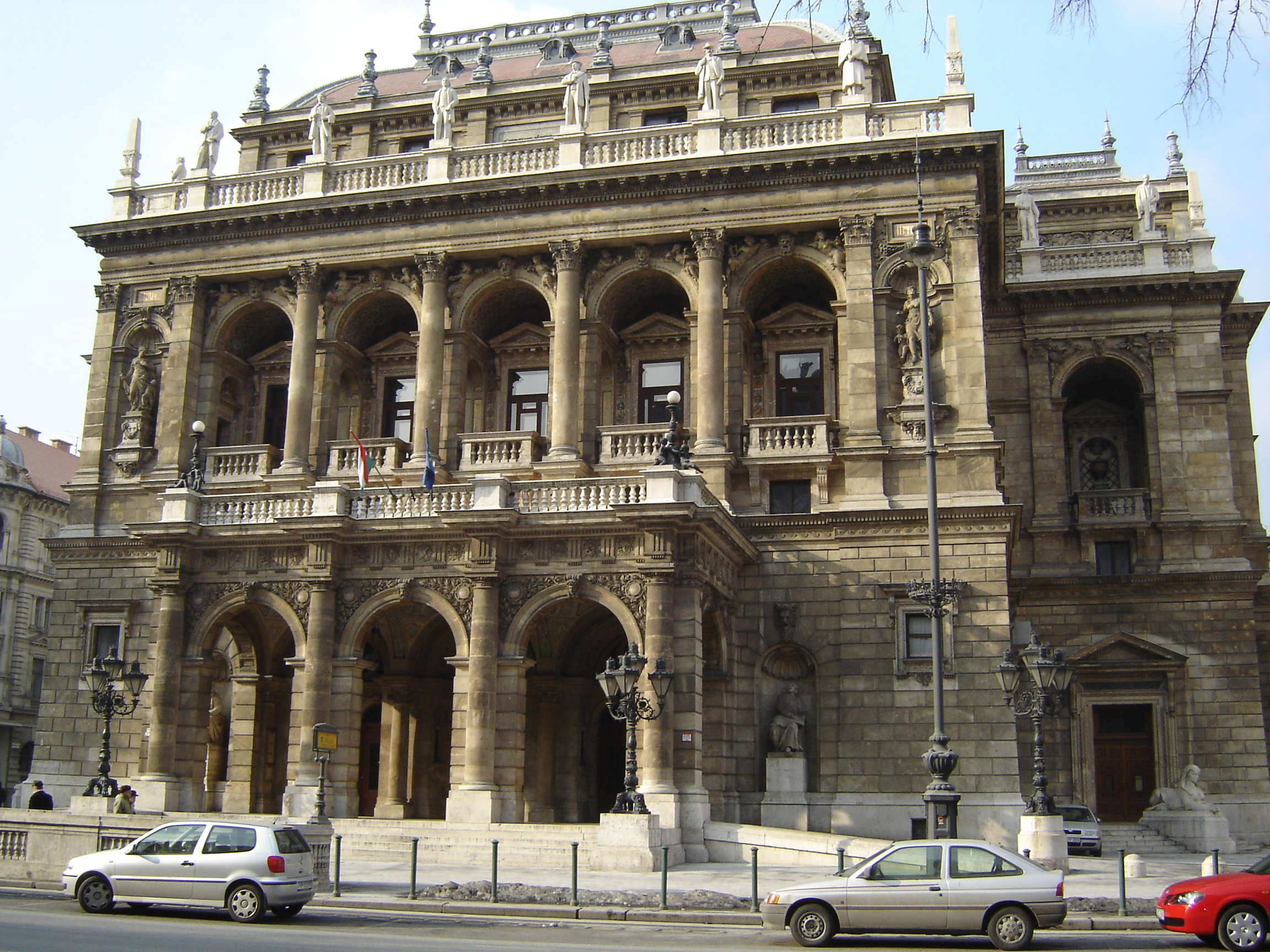
A budapesti Operaház

Miután Neumann révén Európa megismerkedett a Ringgel, felmerült annak lefordítása más nyelvekre is, ugyanis addig kizárólag csak német nyelven játszották. Az első nem német nyelvű előadásra 1893-ban került sor Budapesten, a Magyar Királyi Operaházban. A magyar fordítást követően tíz évnek kellett eltelnie, míg a művet egy másik nyelvre is lefordították, ezúttal franciára (Brüsszel). A következő nyolc évben még hat nyelvre fordították le: svéd (Stockholm, 1907), angol (London, 1908), olasz (Lisszabon, 1909), dán (Koppenhága, 1909), flamand (Antwerpen, 1910) és lengyel (Lemberg, 1911). Mindezek mellett a tetralógia egyes részeit is lefordították, így A Rajna kincsét horvát, cseh, finn és orosz nyelvre, A walkürt katalán, horvát, cseh, holland, finn, lett, román, orosz és Szlovén nyelvre, a Siegfriedet katalán, horvát, cseh, finn és orosz nyelvre, míg Az istenek alkonyát finn és orosz nyelvre.

## ARingMagyarországon
Magyarországi ősbemutatók:
- A Rajna kincse – Budapest, Operaház, 1889. január 26.
- A walkür – Budapest, Operaház, 1889. január 27.
- Siegfried – Budapest, Operaház, 1892. április 9.
- Az istenek alkonya – Budapest, Operaház, 1892. december 10.

1944-ig a Magyar Állami Operaházban a teljes Ring-ciklus szerepelt a műsoron, majd 1947–1969 között politikai okokból csak A walkür maradhatott műsoron. 1969-ben határozták el újra a teljes ciklus előadását. 1972-ig folyamatosan mutatták be a tetralógia egy-egy darabját, minden esetben párhuzamos szereposztásban, Blum Tamás új, igényes fordításában. Azóta visszatérően sor kerül a tetralógia egymást követő estéken, sorozatszerűen történő előadására is. 2008 júniusában a Művészetek Palotája produkciójában, Fischer Ádám irányításával mutatták be a tetralógiát, ezt 2009-ben is megismételték, és a következő év repertoárjában is szerepel majd.

## Felvételek

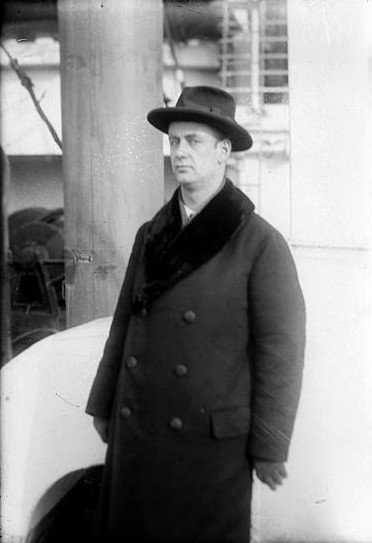
Wilhelm Furtwängler

Noha a Ring-tetralógiát számos alkalommal bemutatták, mégis kevés számú felvétel készült róla, valószínűleg pénzügyi meggondolások miatt. A négy opera teljes hossza kb. 15 óra, ami nagy mennyiségű hanghordozót illetve hosszú stúdiómunkát igényel. Ennek következtében számos felvétel tulajdonképpen előadások nem hivatalos felvétele, kiváltképpen a bayreuthi bemutatók felvételei. Az alábbi jelentősebb felvételek készültek a tetralógiáról:
| Év        | Karmester           | Zenekar                                  |
| --------- | ------------------- | ---------------------------------------- |
| 1950      | Wilhelm Furtwängler | A milánói La Scala zenekara              |
| 1952      | Joseph Kleiberth    | A Bayreuthi Ünnepi Játékok zenekara      |
| 1953      | Klemens Krauss      | A bayreuthi fesztiválzenekar.            |
| 1953      | Wilhelm Furtwängler | A RAI római szimfonikus zenekara.        |
| 1957      | Hans Knappertsbusch | A bayreuthi fesztiválzenekar.            |
| 1958–1964 | Solti György        | A bécsi operaház zenekara.               |
| 1966–1967 | Karl Böhm           | A bayreuthi fesztiválzenekar.            |
| 1967–1970 | Herbert von Karajan | A berlini szimfonikus zenekar.           |
| 1974      | Hans Swarowsky      | A dél-németországi szimfonikus zenekar.  |
| 1973–1977 | Reginald Goodall    | A Sadler’s Wells operatársulat zenekara. |
| 1979–1980 | Pierre Boulez       | A bayreuthi fesztiválzenekar             |
| 1985      | Marek Janowski      | A drezdai opera zenekara                 |
| 1988–1992 | James Levine        | A Metropolitan Opera zenekara.           |
| 1993–1995 | Günther Neuhold     | Badeni Állami Zenekar (Karlsruhe)        |